# Tauron Liga (2020/2021)
Tauron Liga 2020/2021 – 16. sezon mistrzostw Polski organizowany przez Polską Ligę Siatkówki pod egidą Polskiego Związku Piłki Siatkowej (PZPS).

## Drużyny uczestniczące
| \| \| Uczestnicy poprzedniej edycji \| \| \| \| --------------------------------------------------------------------------------------------------------------------------------------------------------------------------------- \| --------------------------------- \| -- \| ------ \| \| POL \| Grupa Azoty Chemik Police \| 1 \| LM \| \| RZE \| KS Developres Rzeszów \| 2 \| LM \| \| ŁDZ \| ŁKS Commercecon Łódź \| 3 \| el. LM \| \| LEG \| DPD Legionovia Legionowo \| 4 \| CEV \| \| ŁÓD \| Grot Budowlani Łódź \| 5 \| \| \| BYD \| Polskie Przetwory Pałac Bydgoszcz \| 6 \| \| \| BIE \| BKS Stal Bielsko-Biała \| 7 \| \| \| PIŁ \| Enea PTPS Piła \| 8 \| \| \| KAL \| Energa MKS Kalisz \| 9 \| \| \| RAD \| E.Leclerc Moya Radomka Radom \| 10 \| \| \| WRO \| Volleyball Wrocław \| 11 \| \| \| \| Awans z I ligi \| \| \| \| ŚWC \| Joker Świecie \| 1 \| \| \| Oznaczenia: - kolumna pierwsza – skróty nazw drużyn wpisane na mapie (jeśli ta została zamieszczona), - kolumna trzecia – miejsce zajęte przez daną drużynę w poprzednim sezonie. \| \| \| \| |                                   | POLRZEŁDZLEGŁÓDBYDBIEPIŁKALRADWROŚWC Lokalizacja klubów |        |
| | Uczestnicy poprzedniej edycji     |                                                         |        |
| POL | Grupa Azoty Chemik Police         | 1                                                       | LM     |
| RZE | KS Developres Rzeszów             | 2                                                       | LM     |
| ŁDZ | ŁKS Commercecon Łódź              | 3                                                       | el. LM |
| LEG | DPD Legionovia Legionowo          | 4                                                       | CEV    |
| ŁÓD | Grot Budowlani Łódź               | 5                                                       |        |
| BYD | Polskie Przetwory Pałac Bydgoszcz | 6                                                       |        |
| BIE | BKS Stal Bielsko-Biała            | 7                                                       |        |
| PIŁ | Enea PTPS Piła                    | 8                                                       |        |
| KAL | Energa MKS Kalisz                 | 9                                                       |        |
| RAD | E.Leclerc Moya Radomka Radom      | 10                                                      |        |
| WRO | Volleyball Wrocław                | 11                                                      |        |
| | Awans z I ligi                    |                                                         |        |
| ŚWC | Joker Świecie                     | 1                                                       |        |
| Oznaczenia: - kolumna pierwsza – skróty nazw drużyn wpisane na mapie (jeśli ta została zamieszczona), - kolumna trzecia – miejsce zajęte przez daną drużynę w poprzednim sezonie. |                                   |                                                         |        |

## Hale sportowe
| Klub                              | Hala sportowa                           | Liczba miejsc siedzących |
| --------------------------------- | --------------------------------------- | ------------------------ |
| BKS Stal Bielsko-Biała            | Hala BKS Stal                           | 1400                     |
| Enea PTPS Piła                    | Hala Sportowo-Widowiskowa MOSiR         | 1500                     |
| Energa MKS Kalisz                 | Arena Kalisz                            | 3164                     |
| Grot Budowlani Łódź               | Łódź Sport Arena im. Józefa Żylińskiego | 3000                     |
| Volleyball Wrocław                | Hala „Orbita”                           | 3000                     |
| KS Developres Rzeszów             | Hala Podpromie                          | 4300                     |
| Polskie Przetwory Pałac Bydgoszcz | Hala Łuczniczka                         | 6082                     |
| ŁKS Commercecon Łódź              | Łódź Sport Arena im. Józefa Żylińskiego | 3000                     |
| Grupa Azoty Chemik Police         | Hala sportowa im. Ignacego Łukasiewicza | 1100                     |
| E.Leclerc Moya Radomka Radom      | Hala sportowa MOSiR                     | 1700                     |
| DPD Legionovia Legionowo          | Arena Legionowo                         | 1988                     |
| Joker Świecie                     | Hala Widowiskowo-Sportowa               | 1800                     |

## Trenerzy
| Klub                              | Pierwszy trener       | Narodowość | Drugi trener         | Narodowość |
| --------------------------------- | --------------------- | ---------- | -------------------- | ---------- |
| BKS Stal Bielsko-Biała            | Bartłomiej Piekarczyk | Polska     | Bartosz Sufa         | Polska     |
| DPD Legionovia Legionowo          | Alessandro Chiappini  | Włochy     | Adrian Chyliński     | Polska     |
| E.Leclerc Moya Radomka Radom      | Riccardo Marchesi     | Włochy     | Daniele Panigalli    | Włochy     |
| Enea PTPS Piła                    | Damian Zemło          | Polska     |                      |            |
| Energa MKS Kalisz                 | Jacek Pasiński        | Polska     | Marcin Widera        | Polska     |
| Grot Budowlani Łódź               | Błażej Krzyształowicz | Polska     | Adam Czekaj          | Polska     |
| Grupa Azoty Chemik Police         | Ferhat Akbaş          | Turcja     | Przemysław Kawka     | Polska     |
| Joker Świecie                     | Wojciech Kurczyński   | Polska     | Mikołaj Mariaskin    | Polska     |
| KS Developres Rzeszów             | Stéphane Antiga       | Francja    | Bartłomiej Dąbrowski | Polska     |
| ŁKS Commercecon Łódź              | Michal Mašek          | Słowacja   | Marek Solarewicz     | Polska     |
| Polskie Przetwory Pałac Bydgoszcz | Piotr Matela          | Polska     | Jakub Tęcza          | Polska     |
| Volleyball Wrocław                | Dawid Murek           | Polska     |                      |            |

### Zmiany trenerów
| Klub                         | Były trener         | Narodowość | Data odejścia | Powód                                          | Nowy trener         | Narodowość | Data przyjścia |
| ---------------------------- | ------------------- | ---------- | ------------- | ---------------------------------------------- | ------------------- | ---------- | -------------- |
| Przed sezonem                |                     |            |               |                                                |                     |            |                |
| E.Leclerc Moya Radomka Radom | Adam Grabowski      | Polska     | 23.04.2020    | koniec kontraktu                               | Riccardo Marchesi   | Włochy     | 23.04.2020     |
| Enea PTPS Piła               | Mirosław Zawieracz  | Polska     | 07.09.2020    | koniec kontraktu                               | Adam Grabowski      | Polska     | 07.09.2020     |
| W trakcie sezonu             |                     |            |               |                                                |                     |            |                |
| ŁKS Commercecon Łódź         | Giuseppe Cuccarini  | Włochy     | 01.12.2020    |                                                | Michal Mašek        | Słowacja   | 01.12.2020     |
| Volleyball Wrocław           | Wojciech Kurczyński | Polska     | 18.12.2020    | rezygnacja ze względu na słabe wyniki sportowe | Dawid Murek         | Polska     | 27.12.2020     |
| Joker Świecie                | Marcin Wojtowicz    | Polska     | 22.12.2020    | brak oczekiwanych wyników sportowych           | Wojciech Kurczyński | Polska     | 27.12.2020     |
| Enea PTPS Piła               | Adam Grabowski      | Polska     | 04.01.2021    | rezygnacja                                     | Damian Zemło        | Polska     | 04.01.2021     |

## Rozgrywki

### Faza zasadnicza

#### Tabela wyników
| Gospodarz \ Gość1                 | POL | RZE | ŁDZ | LEG | ŁÓD | BYD | BIE | PIŁ | KAL | RAD | WRO | ŚWC |
| --------------------------------- | --- | --- | --- | --- | --- | --- | --- | --- | --- | --- | --- | --- |
| Grupa Azoty Chemik Police         | -   | 3:2 | 3:0 | 3:0 | 3:0 | 3:1 | 3:0 | 3:1 | 3:1 | 2:3 | 3:0 | 3:0 |
| KS Developres Rzeszów             | 3:1 | -   | 3:0 | 3:0 | 2:3 | 3:1 | 3:0 | 3:0 | 3:0 | 3:0 | 3:1 | 3:0 |
| ŁKS Commercecon Łódź              | 3:0 | 3:2 | -   | 3:0 | 1:3 | 3:1 | 0:3 | 3:0 | 2:3 | 3:0 | 3:0 | 3:1 |
| DPD Legionovia Legionowo          | 3:2 | 1:3 | 3:1 | -   | 3:0 | 3:2 | 1:3 | 3:1 | 3:0 | 0:3 | 3:0 | 0:3 |
| Grot Budowlani Łódź               | 3:1 | 1:3 | 1:3 | 3:1 | -   | 1:3 | 3:1 | 3:0 | 3:1 | 3:2 | 0:3 | 1:3 |
| Polskie Przetwory Pałac Bydgoszcz | 2:3 | 2:3 | 0:3 | 1:3 | 0:3 | -   | 0:3 | 3:0 | 3:0 | 1:3 | 3:2 | 3:1 |
| BKS Stal Bielsko-Biała            | 2:3 | 0:3 | 3:2 | 2:3 | 2:3 | 3:2 | -   | 3:1 | 0:3 | 2:3 | 3:0 | 3:0 |
| Enea PTPS Piła                    | 0:3 | 1:3 | 1:3 | 0:3 | 0:3 | 0:3 | 2:3 | -   | 0:3 | 0:3 | 0:3 | 3:1 |
| Energa MKS Kalisz                 | 2:3 | 3:1 | 0:3 | 3:1 | 3:1 | 3:2 | 0:3 | 3:0 | -   | 1:3 | 1:3 | 2:3 |
| E.Leclerc Moya Radomka Radom      | 3:2 | 2:3 | 1:3 | 3:1 | 3:1 | 3:0 | 3:1 | 3:0 | 3:2 | -   | 3:0 | 3:0 |
| Volleyball Wrocław                | 2:3 | 2:3 | 1:3 | 1:3 | 2:3 | 0:3 | 0:3 | 3:1 | 1:3 | 2:3 | -   | 3:2 |
| Joker Świecie                     | 0:3 | 2:3 | 0:3 | 0:3 | 0:3 | 1:3 | 1:3 | 3:0 | 1:3 | 1:3 | 2:3 | -   |

Źródło: lsk.pls.pl (pol.)
1 Drużyna gospodarzy jest wymieniona po lewej stronie tabeli.
Kolory:
  zwycięstwo gospodarzy 3:0 lub 3:1
  zwycięstwo gospodarzy 3:2
  zwycięstwo gości 3:0 lub 3:1
  zwycięstwo gości 3:2

#### Terminarz i wyniki
| Data        | Godz. | Gospodarz                         | Rezultat                                | Gość                              | Widzów | MVP                        |
| ----------- | ----- | --------------------------------- | --------------------------------------- | --------------------------------- | ------ | -------------------------- |
| 1. kolejka  |       |                                   |                                         |                                   |        |                            |
| 17.09.2020  | 17:30 | Grot Budowlani Łódź               | 1:3 (19:25, 25:23, 22:25, 22:25)        | Joker Świecie                     | 250    | Adrianna Kukulska          |
| 18.09.2020  | 17:30 | DPD Legionovia Legionowo          | 3:2 (27:25, 19:25, 19:25, 25:22, 17:15) | Grupa Azoty Chemik Police         | 750    | Olivia Różański            |
| 18.09.2020  | 18:00 | ŁKS Commercecon Łódź              | 0:3 (18:25, 28:30, 20:25)               | BKS Stal Bielsko-Biała            | 700    | Magdalena Janiuk           |
| 19.09.2020  | 18:00 | Enea PTPS Piła                    | 0:3 (23:25, 21:25, 17:25)               | Energa MKS Kalisz                 | 375    | Julia Szczurowska          |
| 20.09.2020  | 17:30 | KS Developres Rzeszów             | 3:1 (21:25, 25:22, 25:17, 27:25)        | Volleyball Wrocław                | 1012   | Kiera Van Ryk              |
| 21.09.2020  | 17:30 | E.Leclerc Moya Radomka Radom      | 3:0 (25:22, 25:22, 25:22)               | Polskie Przetwory Pałac Bydgoszcz | 300    | Katarzyna Skorupa          |
| 2. kolejka  |       |                                   |                                         |                                   |        |                            |
| 25.09.2020  | 18:00 | Grot Budowlani Łódź               | 1:3 (23:25, 15:25, 25:23, 22:25)        | KS Developres Rzeszów             | 480    | Jelena Blagojević          |
| 26.09.2020  | 17:00 | Volleyball Wrocław                | 1:3 (25:22, 17:25, 25:27, 23:25)        | DPD Legionovia Legionowo          | 517    | Olivia Różański            |
| 26.09.2020  | 20:30 | Energa MKS Kalisz                 | 0:3 (25:27, 18:25, 21:25)               | BKS Stal Bielsko-Biała            | 700    | Magdalena Janiuk           |
| 27.09.2020  | 20:30 | Grupa Azoty Chemik Police         | 2:3 (26:28, 18:25, 25:16, 25:17, 8:15)  | E.Leclerc Moya Radomka Radom      | 350    | Katarzyna Skorupa          |
| 28.09.2020  | 17:30 | Polskie Przetwory Pałac Bydgoszcz | 3:0 (25:15, 25:21, 25:14)               | Enea PTPS Piła                    | 250    | Emilia Mucha               |
| 28.09.2020  | 20:30 | Joker Świecie                     | 0:3 (14:25, 13:25, 20:25)               | ŁKS Commercecon Łódź              | 550    | Magdalena Saad             |
| 3. kolejka  |       |                                   |                                         |                                   |        |                            |
| 01.10.2020  | 20:30 | E.Leclerc Moya Radomka Radom      | 3:0 (25:18, 25:21, 25:20)               | Volleyball Wrocław                | 300    | Justyna Łukasik            |
| 02.10.2020  | 17:30 | DPD Legionovia Legionowo          | 3:0 (29:27, 25:22, 25:22)               | Grot Budowlani Łódź               | 500    | Olivia Różański            |
| 02.10.2020  | 20:30 | ŁKS Commercecon Łódź              | 2:3 (26:24, 21:25, 27:29, 25:21, 11:15) | Energa MKS Kalisz                 | 800    | Weronika Centka            |
| 03.10.2020  | 14:45 | KS Developres Rzeszów             | 3:0 (25:10, 25:14, 25:14)               | Joker Świecie                     | 405    | Aleksandra Rasińska        |
| 05.10.2020  | 18:00 | BKS Stal Bielsko-Biała            | 3:2 (18:25, 25:22, 28:26, 16:25, 18:16) | Polskie Przetwory Pałac Bydgoszcz | 400    | Magdalena Janiuk           |
| 06.11.2020  | 18:00 | Enea PTPS Piła                    | 0:3 (14:25, 16:25, 17:25)               | Grupa Azoty Chemik Police         | 0      | Iga Wasilewska             |
| 4. kolejka  |       |                                   |                                         |                                   |        |                            |
| 09.10.2020  | 20:30 | KS Developres Rzeszów             | 3:0 (25:19, 25:21, 25:14)               | DPD Legionovia Legionowo          | 708    | Alexandra Lazic            |
| 10.10.2020  | 18:00 | ŁKS Commercecon Łódź              | 3:1 (21:25, 25:23, 26:24, 25:17)        | Polskie Przetwory Pałac Bydgoszcz | 500    | Aleksandra Wójcik          |
| 11.10.2020  | 17:00 | Grupa Azoty Chemik Police         | 3:0 (25:21, 25:20, 25:17)               | BKS Stal Bielsko-Biała            | 300    | Jovana Brakočević-Canzian  |
| 12.10.2020  | 20:30 | Joker Świecie                     | 1:3 (22:25, 25:20, 19:25, 24:26)        | Energa MKS Kalisz                 | 190    | Ewelina Polak              |
| 05.11.2020  | 17:30 | Grot Budowlani Łódź               | 3:2 (25:14, 25:27, 25:17, 21:25, 15:13) | E.Leclerc Moya Radomka Radom      | 0      | Veronica Jones-Perry       |
| 25.11.2020  | 17:30 | Volleyball Wrocław                | 3:1 (25:22, 25:18, 18:25, 25:17)        | Enea PTPS Piła                    | 0      | Kamila Witkowska           |
| 5. kolejka  |       |                                   |                                         |                                   |        |                            |
| 16.10.2020  | 20:30 | Energa MKS Kalisz                 | 3:2 (25:19, 18:25, 24:26, 25:17, 15:11) | Polskie Przetwory Pałac Bydgoszcz | 299    | Magdalena Damaske          |
| 17.10.2020  | 17:30 | DPD Legionovia Legionowo          | 0:3 (23:25, 18:25, 19:25)               | Joker Świecie                     | 0      | Joanna Sikorska            |
| 19.10.2020  | 17:30 | ŁKS Commercecon Łódź              | 3:0 (25:19, 25:14, 28:26)               | Grupa Azoty Chemik Police         | 0      | Katarzyna Zaroślińska-Król |
| 19.10.2020  | 20:30 | Enea PTPS Piła                    | 0:3 (22:25, 21:25, 19:25)               | Grot Budowlani Łódź               | 0      | Anna Lewandowska           |
| 09.11.2020  | 20:30 | BKS Stal Bielsko-Biała            | 3:0 (25:23, 25:18, 25:14)               | Volleyball Wrocław                | 0      | Aleksandra Kazała          |
| 18.11.2020  | 17:30 | E.Leclerc Moya Radomka Radom      | 2:3 (25:22, 20:25, 25:17, 22:25, 11:15) | KS Developres Rzeszów             | 0      | Aleksandra Rasińska        |
| 6. kolejka  |       |                                   |                                         |                                   |        |                            |
| 24.10.2020  | 14:45 | Joker Świecie                     | 1:3 (23:25, 15:25, 26:24, 15:25)        | Polskie Przetwory Pałac Bydgoszcz | 0      | Alexandra Dascalu          |
| 26.10.2020  | 17:30 | DPD Legionovia Legionowo          | 0:3 (20:25, 22:25, 22:25)               | E.Leclerc Moya Radomka Radom      | 0      | Janisa Johnson             |
| 26.10.2020  | 20:30 | Grot Budowlani Łódź               | 3:1 (25:18, 25:23, 22:25, 25:23)        | BKS Stal Bielsko-Biała            | 0      | Monika Fedusio             |
| 12.11.2020  | 17:00 | KS Developres Rzeszów             | 3:0 (25:23, 25:22, 25:16)               | Enea PTPS Piła                    | 0      | Marta Krajewska            |
| 18.11.2020  | 18:00 | Volleyball Wrocław                | 1:3 (25:23, 20:25, 16:25, 14:25)        | ŁKS Commercecon Łódź              | 0      | Krystyna Strasz            |
| 29.12.2020  | 20:30 | Grupa Azoty Chemik Police         | 3:1 (25:22, 25:23, 23:25, 25:20)        | Energa MKS Kalisz                 | 0      | Agnieszka Kąkolewska       |
| 7. kolejka  |       |                                   |                                         |                                   |        |                            |
| 01.11.2020  | 20:30 | Energa MKS Kalisz                 | 1:3 (23:25, 27:25, 20:25, 13:25)        | Volleyball Wrocław                | 0      | Małgorzata Jasek           |
| 02.11.2020  | 17:30 | ŁKS Commercecon Łódź              | 1:3 (20:25, 25:23, 18:25, 20:25)        | Grot Budowlani Łódź               | 0      | Veronica Jones-Perry       |
| 02.11.2020  | 20:30 | BKS Stal Bielsko-Biała            | 0:3 (20:25, 13:25, 20:25)               | KS Developres Rzeszów             | 0      | Jelena Blagojević          |
| 03.12.2020  | 18:00 | Enea PTPS Piła                    | 0:3 (23:25, 20:25, 21:25)               | DPD Legionovia Legionowo          | 0      | Olivia Różański            |
| 17.12.2020  | 17:30 | E.Leclerc Moya Radomka Radom      | 3:0 (25:19, 25:22, 25:9)                | Joker Świecie                     | 0      | Paulina Zaborowska         |
| 22.12.2020  | 17:30 | Polskie Przetwory Pałac Bydgoszcz | 2:3 (19:25, 25:22, 25:21, 14:25, 10:15) | Grupa Azoty Chemik Police         | 0      | Jovana Brakočević-Canzian  |
| 8. kolejka  |       |                                   |                                         |                                   |        |                            |
| 06.11.2020  | 20:30 | KS Developres Rzeszów             | 3:0 (25:23, 25:19, 25:12)               | ŁKS Commercecon Łódź              | 0      | Kiera Van Ryk              |
| 10.11.2020  | 17:30 | E.Leclerc Moya Radomka Radom      | 3:0 (25:21, 25:16, 25:21)               | Enea PTPS Piła                    | 0      | Bruna Honório              |
| 02.12.2020  | 17:00 | Joker Świecie                     | 0:3 (20:25, 16:25, 17:25)               | Grupa Azoty Chemik Police         | 0      | Jovana Brakočević-Canzian  |
| 03.12.2020  | 17:00 | Grot Budowlani Łódź               | 3:1 (25:21, 25:14, 21:25, 25:23)        | Energa MKS Kalisz                 | 0      | Maria Stenzel              |
| 09.12.2020  | 18:00 | Volleyball Wrocław                | 0:3 (23:25, 23:25, 19:25)               | Polskie Przetwory Pałac Bydgoszcz | 0      | Ewelina Żurowska           |
| 10.12.2020  | 18:00 | DPD Legionovia Legionowo          | 1:3 (25:20, 20:25, 16:25, 15:25)        | BKS Stal Bielsko-Biała            | 0      | Kinga Drabek               |
| 9. kolejka  |       |                                   |                                         |                                   |        |                            |
| 13.11.2020  | 18:00 | Grupa Azoty Chemik Police         | 3:0 (25:21, 25:16, 25:22)               | Volleyball Wrocław                | 0      | Iga Wasilewska             |
| 13.11.2020  | 18:00 | BKS Stal Bielsko-Biała            | 2:3 (25:17, 25:22, 17:25, 11:25, 13:15) | E.Leclerc Moya Radomka Radom      | 0      | Bruna Honório              |
| 14.11.2020  | 17:30 | ŁKS Commercecon Łódź              | 3:0 (25:21, 25:18, 25:18)               | DPD Legionovia Legionowo          | 0      | Katarina Lazović           |
| 16.11.2020  | 17:30 | Polskie Przetwory Pałac Bydgoszcz | 0:3 (17:25, 20:25, 17:25)               | Grot Budowlani Łódź               | 0      | Zuzanna Górecka            |
| 16.11.2020  | 20:30 | Enea PTPS Piła                    | 3:1 (15:25, 25:20, 25:23, 25:14)        | Joker Świecie                     | 0      | Sylwia Kucharska           |
| 23.12.2020  | 16:30 | Energa MKS Kalisz                 | 3:1 (25:21, 25:27, 25:22, 25:20)        | KS Developres Rzeszów             | 0      | Weronika Centka            |
| 10. kolejka |       |                                   |                                         |                                   |        |                            |
| 20.11.2020  | 20:30 | Grot Budowlani Łódź               | 3:1 (18:25, 25:21, 25:13, 25:23)        | Grupa Azoty Chemik Police         | 0      | Veronica Jones-Perry       |
| 21.11.2020  | 16:00 | DPD Legionovia Legionowo          | 3:0 (25:15, 25:22, 25:19)               | Energa MKS Kalisz                 | 0      | Alicja Grabka              |
| 22.11.2020  | 15:00 | KS Developres Rzeszów             | 3:1 (25:19, 21:25, 25:19, 25:16)        | Polskie Przetwory Pałac Bydgoszcz | 0      | Juliette Fidon-Lebleu      |
| 23.11.2020  | 17:30 | Enea PTPS Piła                    | 2:3 (21:25, 25:19, 25:23, 22:25, 7:15)  | BKS Stal Bielsko-Biała            | 0      | Gabriela Orvošová          |
| 23.11.2020  | 20:30 | Joker Świecie                     | 2:3 (25:17, 25:27, 20:25, 25:23, 7:15)  | Volleyball Wrocław                | 0      | Natalia Murek              |
| 03.12.2020  | 17:30 | E.Leclerc Moya Radomka Radom      | 1:3 (25:17, 24:26, 17:25, 19:25)        | ŁKS Commercecon Łódź              | 0      | Katarzyna Zaroślińska-Król |
| 11. kolejka |       |                                   |                                         |                                   |        |                            |
| 27.11.2020  | 17:30 | Energa MKS Kalisz                 | 1:3 (21:25, 26:24, 22:25, 16:25)        | E.Leclerc Moya Radomka Radom      | 0      | Julia Twardowska           |
| 29.11.2020  | 17:00 | Polskie Przetwory Pałac Bydgoszcz | 1:3 (12:25, 15:25, 25:21, 20:25)        | DPD Legionovia Legionowo          | 0      | Olivia Różański            |
| 30.11.2020  | 17:30 | Volleyball Wrocław                | 2:3 (21:25, 25:22, 25:23, 22:25, 12:15) | Grot Budowlani Łódź               | 0      | Veronica Jones-Perry       |
| 30.11.2020  | 18:00 | ŁKS Commercecon Łódź              | 3:0 (25:14, 25:14, 25:16)               | Enea PTPS Piła                    | 0      | Ann Kalandadze             |
| 30.11.2020  | 20:30 | BKS Stal Bielsko-Biała            | 3:0 (25:19, 28:26, 25:22)               | Joker Świecie                     | 0      | Aleksandra Kazała          |
| 12.01.2021  | 17:30 | Grupa Azoty Chemik Police         | 3:2 (23:25, 17:25, 25:19, 25:16, 15:13) | KS Developres Rzeszów             | 0      | Olga Strandzali            |
| 12. kolejka |       |                                   |                                         |                                   |        |                            |
| 05.12.2020  | 20:30 | Grupa Azoty Chemik Police         | 3:0 (25:15, 25:22, 25:16)               | DPD Legionovia Legionowo          | 0      | Martyna Łukasik            |
| 06.12.2020  | 17:30 | Polskie Przetwory Pałac Bydgoszcz | 1:3 (22:25, 30:28, 17:25, 20:25)        | E.Leclerc Moya Radomka Radom      | 0      | Bruna Honório              |
| 06.12.2020  | 20:30 | BKS Stal Bielsko-Biała            | 3:2 (27:29, 18:25, 25:21, 25:21, 15:13) | ŁKS Commercecon Łódź              | 0      | Katarzyna Wawrzyniak       |
| 07.12.2020  | 17:30 | Joker Świecie                     | 0:3 (23:25, 14:25, 14:25)               | Grot Budowlani Łódź               | 0      | Veronica Jones-Perry       |
| 07.12.2020  | 18:30 | Energa MKS Kalisz                 | 3:0 (25:18, 25:23, 25:15)               | Enea PTPS Piła                    | 0      | Weronika Centka            |
| 01.03.2021  | 16:00 | Volleyball Wrocław                | 2:3 (24:26, 25:23, 17:25, 25:20, 12:15) | KS Developres Rzeszów             | 0      | Aleksandra Rasińska        |
| 13. kolejka |       |                                   |                                         |                                   |        |                            |
| 12.12.2020  | 20:30 | E.Leclerc Moya Radomka Radom      | 3:2 (25:20, 26:24, 19:25, 23:25, 15:11) | Grupa Azoty Chemik Police         | 0      | Katarzyna Skorupa          |
| 13.12.2020  | 20:30 | ŁKS Commercecon Łódź              | 3:0 (25:16, 25:14, 23:25, 25:14)        | Joker Świecie                     | 0      | Klaudia Alagierska         |
| 14.12.2020  | 18:00 | DPD Legionovia Legionowo          | 3:0 (25:15, 25:23, 28:26)               | Volleyball Wrocław                | 0      | Julie Oliveira Souza       |
| 14.12.2020  | 20:30 | BKS Stal Bielsko-Biała            | 0:3 (22:25, 17:25, 30:32)               | Energa MKS Kalisz                 | 0      | Zuzanna Szperlak           |
| 30.12.2020  | 17:30 | Enea PTPS Piła                    | 0:3 (25:27, 13:25, 31:33)               | Polskie Przetwory Pałac Bydgoszcz | 0      | Regiane Bidias             |
| 26.01.2021  | 17:30 | KS Developres Rzeszów             | 2:3 (20:25, 16:25, 25:21, 25:21, 8:15)  | Grot Budowlani Łódź               | 0      | Veronica Jones-Perry       |
| 14. kolejka |       |                                   |                                         |                                   |        |                            |
| 18.12.2020  | 17:30 | Polskie Przetwory Pałac Bydgoszcz | 0:3 (13:25, 20:25, 15:25)               | BKS Stal Bielsko-Biała            | 0      | Natalia Gajewska           |
| 20.12.2020  | 17:30 | Grot Budowlani Łódź               | 3:1 (22:25, 31:29, 25:17, 25:17)        | DPD Legionovia Legionowo          | 0      | Veronica Jones-Perry       |
| 21.12.2020  | 17:30 | Volleyball Wrocław                | 2:3 (25:23, 17:25, 25:19, 16:25, 11:15) | E.Leclerc Moya Radomka Radom      | 0      | Janisa Johnson             |
| 21.12.2020  | 20:30 | Energa MKS Kalisz                 | 0:3 (12:25, 14:25, 19:25)               | ŁKS Commercecon Łódź              | 0      | Katarzyna Zaroślińska-Król |
| 06.01.2021  | 20:30 | Joker Świecie                     | 2:3 (19:25, 21:25, 25:18, 25:19, 9:15)  | KS Developres Rzeszów             | 0      | Kiera Van Ryk              |
| 17.02.2021  | 18:00 | Grupa Azoty Chemik Police         | 3:1 (26:28, 25:17, 25:13, 25:18)        | Enea PTPS Piła                    | 0      | Natalia Mędrzyk            |
| 15. kolejka |       |                                   |                                         |                                   |        |                            |
| 14.10.2020  | 17:30 | DPD Legionovia Legionowo          | 1:3 (28:26, 19:25, 16:25, 18:25)        | KS Developres Rzeszów             | 200    | Alexandra Lazic            |
| 08.01.2021  | 17:30 | E.Leclerc Moya Radomka Radom      | 3:1 (16:25, 25:21, 27:25, 26:24)        | Grot Budowlani Łódź               | 0      | Andressa Picussa           |
| 08.01.2021  | 20:30 | BKS Stal Bielsko-Biała            | 2:3 (28:26, 25:20, 18:25, 16:25, 14:16) | Grupa Azoty Chemik Police         | 0      | Iga Wasilewska             |
| 10.01.2021  | 17:30 | Energa MKS Kalisz                 | 2:3 (21:25, 25:17, 25:22, 18:25, 16:18) | Joker Świecie                     | 0      | Katarzyna Wenerska         |
| 11.01.2021  | 17:30 | Polskie Przetwory Pałac Bydgoszcz | 0:3 (27:29, 21:25, 27:29)               | ŁKS Commercecon Łódź              | 0      | Katarzyna Zaroślińska-Król |
| 11.01.2021  | 20:30 | Enea PTPS Piła                    | 0:3 (18:25, 21:25, 21:25)               | Volleyball Wrocław                | 0      | Kamila Witkowska           |
| 16. kolejka |       |                                   |                                         |                                   |        |                            |
| 30.10.2020  | 20:30 | Grot Budowlani Łódź               | 3:0 (25:12, 25:10, 25:15)               | Enea PTPS Piła                    | 0      | Veronica Jones-Perry       |
| 15.01.2021  | 17:30 | KS Developres Rzeszów             | 3:0 (25:21, 26:24, 25:17)               | E.Leclerc Moya Radomka Radom      | 0      | Kiera Van Ryk              |
| 15.01.2021  | 20:30 | Volleyball Wrocław                | 0:3 (18:25, 16:25, 19:25)               | BKS Stal Bielsko-Biała            | 0      | Kinga Drabek               |
| 16.01.2021  | 20:30 | Grupa Azoty Chemik Police         | 3:0 (25:22, 25:22, 25:20)               | ŁKS Commercecon Łódź              | 0      | Marlena Kowalewska         |
| 18.01.2021  | 17:30 | Polskie Przetwory Pałac Bydgoszcz | 3:0 (25:16, 25:19, 25:23)               | Energa MKS Kalisz                 | 0      | Magdalena Mazurek          |
| 18.01.2021  | 20:30 | Joker Świecie                     | 0:3 (11:25, 17:25, 20:25)               | DPD Legionovia Legionowo          | 0      | Shelly Stafford            |
| 17. kolejka |       |                                   |                                         |                                   |        |                            |
| 13.11.2020  | 14:30 | Enea PTPS Piła                    | 1:3 (21:25, 15:25, 25:20, 13:25)        | KS Developres Rzeszów             | 0      | Jelena Blagojević          |
| 22.01.2021  | 20:30 | BKS Stal Bielsko-Biała            | 2:3 (22:25, 25:19, 27:25, 19:25, 13:15) | Grot Budowlani Łódź               | 0      | Veronica Jones-Perry       |
| 24.01.2021  | 17:30 | Polskie Przetwory Pałac Bydgoszcz | 3:1 (26:24, 25:20, 20:25, 25:19)        | Joker Świecie                     | 0      | Ewelina Żurowska           |
| 24.01.2021  | 20:30 | ŁKS Commercecon Łódź              | 3:0 (25:19, 25:16, 25:13)               | Volleyball Wrocław                | 0      | Katarina Lazović           |
| 25.01.2021  | 17:30 | E.Leclerc Moya Radomka Radom      | 3:1 (20:25, 25:16, 25:23, 25:20)        | DPD Legionovia Legionowo          | 0      | Janisa Johnson             |
| 25.01.2021  | 20:30 | Energa MKS Kalisz                 | 2:3 (25:20, 25:23, 18:25, 22:25, 12:15) | Grupa Azoty Chemik Police         | 0      | Jovana Brakočević-Canzian  |
| 18. kolejka |       |                                   |                                         |                                   |        |                            |
| 27.10.2020  | 18:00 | Volleyball Wrocław                | 1:3 (25:15, 25:27, 19:25, 18:25)        | Energa MKS Kalisz                 | 0      | Zuzanna Szperlak           |
| 29.01.2021  | 17:30 | Grupa Azoty Chemik Police         | 3:1 (23:25, 25:19, 25:22, 25:13)        | Polskie Przetwory Pałac Bydgoszcz | 0      | Iga Wasilewska             |
| 30.01.2021  | 15:00 | Grot Budowlani Łódź               | 1:3 (17:25, 25:23, 22:25, 19:25)        | ŁKS Commercecon Łódź              | 0      | Magdalena Saad             |
| 30.01.2021  | 16:00 | KS Developres Rzeszów             | 3:0 (25:15, 25:22, 25:21)               | BKS Stal Bielsko-Biała            | 0      | Kiera Van Ryk              |
| 31.01.2021  | 20:30 | Joker Świecie                     | 1:3 (12:25, 16:25, 25:22, 17:25)        | E.Leclerc Moya Radomka Radom      | 0      | Agata Witkowska            |
| 01.02.2021  | 20:30 | DPD Legionovia Legionowo          | 3:1 (25:23, 27:25, 21:25, 25:18)        | Enea PTPS Piła                    | 0      | Paulina Majkowska          |
| 19. kolejka |       |                                   |                                         |                                   |        |                            |
| 05.02.2021  | 17:30 | Energa MKS Kalisz                 | 3:1 (26:28, 25:20, 25:17, 25:19)        | Grot Budowlani Łódź               | 0      | Monika Gałkowska           |
| 06.02.2021  | 18:00 | Enea PTPS Piła                    | 0:3 (20:25, 24:26, 23:25)               | E.Leclerc Moya Radomka Radom      | 0      | Janisa Johnson             |
| 06.02.2021  | 18:00 | BKS Stal Bielsko-Biała            | 2:3 (20:25, 25:21, 26:24, 21:25, 10:15) | DPD Legionovia Legionowo          | 0      | Jéssica Rivero             |
| 07.02.2021  | 17:30 | ŁKS Commercecon Łódź              | 3:2 (25:27, 25:23, 25:22, 24:26, 15:12) | KS Developres Rzeszów             | 0      | Krystyna Strasz            |
| 08.02.2021  | 20:30 | Polskie Przetwory Pałac Bydgoszcz | 3:2 (25:18, 19:25, 23:25, 25:22, 15:6)  | Volleyball Wrocław                | 0      | Marta Ziółkowska           |
| 11.03.2021  | 18:00 | Grupa Azoty Chemik Police         | 3:0 (25:17, 25:21, 25:17)               | Joker Świecie                     | 0      | Natalia Mędrzyk            |
| 20. kolejka |       |                                   |                                         |                                   |        |                            |
| 12.02.2021  | 20:30 | Joker Świecie                     | 3:0 (25:19, 25:9, 25:14)                | Enea PTPS Piła                    | 0      | Oliwia Urban               |
| 13.02.2021  | 20:30 | DPD Legionovia Legionowo          | 3:1 (25:22, 20:25, 25:17, 25:17)        | ŁKS Commercecon Łódź              | 0      | Shelly Stafford            |
| 14.02.2021  | 17:30 | Volleyball Wrocław                | 2:3 (25:22, 15:25, 25:17, 15:25, 11:15) | Grupa Azoty Chemik Police         | 0      | Olga Strandzali            |
| 14.02.2021  | 20:30 | KS Developres Rzeszów             | 3:0 (25:22, 25:15, 25:22)               | Energa MKS Kalisz                 | 0      | Jelena Blagojević          |
| 15.02.2021  | 17:30 | Grot Budowlani Łódź               | 1:3 (18:25, 21:25, 28:26, 20:25)        | Polskie Przetwory Pałac Bydgoszcz | 0      | Alexandra Dascalu          |
| 15.02.2021  | 20:30 | E.Leclerc Moya Radomka Radom      | 3:1 (25:18, 20:25, 26:24, 27:25)        | BKS Stal Bielsko-Biała            | 0      | Paulina Zaborowska         |
| 21. kolejka |       |                                   |                                         |                                   |        |                            |
| 19.02.2021  | 17:30 | Volleyball Wrocław                | 3:2 (23:25, 25:23, 23:25, 25:13, 15:11) | Joker Świecie                     | 0      | Izabella Rapacz            |
| 26.02.2021  | 17:30 | Polskie Przetwory Pałac Bydgoszcz | 2:3 (25:20, 25:22, 18:25, 22:25, 13:15) | KS Developres Rzeszów             | 0      | Jelena Blagojević          |
| 26.02.2021  | 20:30 | Energa MKS Kalisz                 | 3:1 (25:23, 23:25, 25:15, 25:20)        | DPD Legionovia Legionowo          | 0      | Justyna Łysiak             |
| 28.02.2021  | 20:30 | ŁKS Commercecon Łódź              | 3:0 (25:17, 25:23, 25:13)               | E.Leclerc Moya Radomka Radom      | 0      | Britt Bongaerts            |
| 01.03.2021  | 17:30 | BKS Stal Bielsko-Biała            | 3:1 (25:17, 21:25, 25:12, 25:20)        | Enea PTPS Piła                    | 0      | Kinga Drabek               |
| 01.03.2021  | 20:30 | Grupa Azoty Chemik Police         | 3:0 (25:20, 25:19, 25:17)               | Grot Budowlani Łódź               | 0      | Indy Baijens               |
| 22. kolejka |       |                                   |                                         |                                   |        |                            |
| 06.03.2021  | 18:00 | Enea PTPS Piła                    | 1:3 (25:20, 17:25, 22:25, 24:26)        | ŁKS Commercecon Łódź              | 0      | Agata Wawrzyńczyk          |
| 06.03.2021  | 18:00 | Joker Świecie                     | 1:3 (25:23, 23:25, 20:25, 14:25)        | BKS Stal Bielsko-Biała            | 0      | Magdalena Janiuk           |
| 06.03.2021  | 18:00 | DPD Legionovia Legionowo          | 3:2 (18:25, 25:18, 46:44, 22:25, 15:13) | Polskie Przetwory Pałac Bydgoszcz | 0      | Shelly Stafford            |
| 07.03.2021  | 18:00 | E.Leclerc Moya Radomka Radom      | 3:2 (25:17, 25:17, 23:25, 22:25, 15:9)  | Energa MKS Kalisz                 | 0      | Janisa Johnson             |
| 08.03.2021  | 17:30 | KS Developres Rzeszów             | 3:1 (27:29, 25:18, 27:25, 25:22)        | Grupa Azoty Chemik Police         | 0      | Kiera Van Ryk              |
| 09.03.2021  | 17:00 | Grot Budowlani Łódź               | 0:3 (19:25, 25:27, 24:26)               | Volleyball Wrocław                | 0      | Izabella Rapacz            |

#### Tabela
| Lp. | Drużyna                           | Pkt | Mecze | Mecze | Mecze | Rodzaj wyniku | Rodzaj wyniku | Rodzaj wyniku | Rodzaj wyniku | Rodzaj wyniku | Rodzaj wyniku | Sety | Sety | Sety  | Małe punkty | Małe punkty | Małe punkty |
| Lp. | Drużyna                           | Pkt | M     | W     | P     | 3:0           | 3:1           | 3:2           | 2:3           | 1:3           | 0:3           | wyg. | prz. | stos. | zdob.       | str.        | stos.       |
| --- | --------------------------------- | --- | ----- | ----- | ----- | ------------- | ------------- | ------------- | ------------- | ------------- | ------------- | ---- | ---- | ----- | ----------- | ----------- | ----------- |
| 1   | KS Developres Rzeszów             | 53  | 22    | 18    | 4     | 8             | 6             | 4             | 3             | 1             | 0             | 61   | 26   | 2.35  | 2007        | 1775        | 1.13        |
| 2   | E.Leclerc Moya Radomka Radom      | 48  | 22    | 17    | 5     | 6             | 6             | 5             | 2             | 1             | 2             | 56   | 31   | 1.81  | 1966        | 1823        | 1.08        |
| 3   | Grupa Azoty Chemik Police         | 46  | 22    | 16    | 6     | 8             | 3             | 5             | 3             | 2             | 1             | 56   | 31   | 1.81  | 1988        | 1766        | 1.13        |
| 4   | ŁKS Commercecon Łódź              | 46  | 22    | 15    | 7     | 8             | 6             | 1             | 2             | 2             | 3             | 51   | 29   | 1.76  | 1872        | 1674        | 1.12        |
| 5   | BKS Stal Bielsko-Biała            | 37  | 22    | 12    | 10    | 6             | 3             | 3             | 4             | 2             | 4             | 46   | 39   | 1.18  | 1890        | 1845        | 1.02        |
| 6   | Grot Budowlani Łódź               | 35  | 22    | 13    | 9     | 4             | 5             | 4             | 0             | 6             | 3             | 45   | 40   | 1.13  | 1941        | 1852        | 1.05        |
| 7   | DPD Legionovia Legionowo          | 33  | 22    | 12    | 10    | 5             | 4             | 3             | 0             | 5             | 5             | 41   | 40   | 1.03  | 1813        | 1843        | 0.98        |
| 8   | Energa MKS Kalisz                 | 31  | 22    | 10    | 12    | 3             | 5             | 2             | 3             | 4             | 5             | 40   | 45   | 0.89  | 1863        | 1923        | 0.97        |
| 9   | Polskie Przetwory Pałac Bydgoszcz | 28  | 22    | 8     | 14    | 4             | 3             | 1             | 5             | 5             | 4             | 39   | 47   | 0.83  | 1897        | 1943        | 0.98        |
| 10  | Volleyball Wrocław                | 21  | 22    | 6     | 16    | 2             | 2             | 2             | 5             | 4             | 7             | 32   | 54   | 0.59  | 1797        | 1944        | 0.92        |
| 11  | Joker Świecie                     | 14  | 22    | 4     | 18    | 2             | 1             | 1             | 3             | 7             | 8             | 25   | 57   | 0.44  | 1622        | 1892        | 0.86        |
| 12  | Enea PTPS Piła                    | 4   | 22    | 1     | 21    | 0             | 1             | 0             | 1             | 6             | 14            | 11   | 64   | 0.17  | 1453        | 1829        | 0.79        |

Źródło: lsk.pl (pol.)
Punktacja: 3:0 i 3:1 – 3 pkt; 3:2 – 2 pkt; 2:3 – 1 pkt; 1:3 i 0:3 – 0 pkt
Zasady ustalania kolejności: 1. liczba punktów; 2. stosunek setów; 3. stosunek małych punktów; 4. bilans w bezpośrednich meczach
     faza play-off
     mecze o miejsca 9-10
     spadek do 1. ligi

## Faza play-off

### Ćwierćfinały
(do 2 zwycięstw)
| Data                             | Godz.                            | Gospodarz                        | Rezultat                       | Gość                         | Widzów                       | MVP                          |
| -------------------------------- | -------------------------------- | -------------------------------- | ------------------------------ | ---------------------------- | ---------------------------- | ---------------------------- |
| KS Developres Rzeszów (1)        | KS Developres Rzeszów (1)        | KS Developres Rzeszów (1)        | 2 – 0                          | (8) Energa MKS Kalisz        | (8) Energa MKS Kalisz        | (8) Energa MKS Kalisz        |
| 13.03.2021                       | 20:30                            | KS Developres Rzeszów            | 3:1 23:25, 27:25, 25:20, 25:23 | Energa MKS Kalisz            | 0                            | Kiera Van Ryk                |
| 19.03.2021                       | 17:30                            | Energa MKS Kalisz                | 0:3 19:25, 10:25, 18:25        | KS Developres Rzeszów        | 0                            | Gabriela Polańska            |
| ŁKS Commercecon Łódź (4)         | ŁKS Commercecon Łódź (4)         | ŁKS Commercecon Łódź (4)         | 2 – 0                          | (5) BKS Stal Bielsko-Biała   | (5) BKS Stal Bielsko-Biała   | (5) BKS Stal Bielsko-Biała   |
| 14.03.2021                       | 17:30                            | ŁKS Commercecon Łódź             | 3:1 23:25, 25:14, 26:24, 27:25 | BKS Stal Bielsko-Biała       | 0                            | Katarina Lazović             |
| 22.03.2021                       | 17:30                            | BKS Stal Bielsko-Biała           | 1:3 16:25, 25:22, 21:25, 21:25 | ŁKS Commercecon Łódź         | 0                            | Nađa Ninković                |
| E.Leclerc Moya Radomka Radom (2) | E.Leclerc Moya Radomka Radom (2) | E.Leclerc Moya Radomka Radom (2) | 2 – 1                          | (7) DPD Legionovia Legionowo | (7) DPD Legionovia Legionowo | (7) DPD Legionovia Legionowo |
| 15.03.2021                       | 17:30                            | E.Leclerc Moya Radomka Radom     | 1:3 25:15, 19:25, 23:25, 22:25 | DPD Legionovia Legionowo     | 0                            | Alicja Grabka                |
| 20.03.2021                       | 17:30                            | DPD Legionovia Legionowo         | 1:3 29:31, 23:25, 25:20, 17:25 | E.Leclerc Moya Radomka Radom | 0                            | Bruna Honório                |
| 23.03.2021                       | 17:30                            | E.Leclerc Moya Radomka Radom     | 3:1 25:23, 25:15, 22:25, 25:10 | DPD Legionovia Legionowo     | 0                            | Ana Bjelica                  |
| Grupa Azoty Chemik Police (3)    | Grupa Azoty Chemik Police (3)    | Grupa Azoty Chemik Police (3)    | 2 – 0                          | (6) Grot Budowlani Łódź      | (6) Grot Budowlani Łódź      | (6) Grot Budowlani Łódź      |
| 15.03.2021                       | 20:30                            | Grupa Azoty Chemik Police        | 3:1 25:22, 22:25, 25:20, 25:19 | Grot Budowlani Łódź          | 0                            | Marlena Kowalewska           |
| 21.03.2021                       | 17:30                            | Grot Budowlani Łódź              | 0:3 21:25, 23:25, 22:25        | Grupa Azoty Chemik Police    | 0                            | Martyna Grajber              |

### Półfinały
(do 2 zwycięstw)
| Data                             | Godz.                            | Gospodarz                        | Rezultat                       | Gość                          | Widzów                        | MVP                           |
| -------------------------------- | -------------------------------- | -------------------------------- | ------------------------------ | ----------------------------- | ----------------------------- | ----------------------------- |
| KS Developres Rzeszów (1)        | KS Developres Rzeszów (1)        | KS Developres Rzeszów (1)        | 2 – 1                          | (4) ŁKS Commercecon Łódź      | (4) ŁKS Commercecon Łódź      | (4) ŁKS Commercecon Łódź      |
| 29.03.2021                       | 17:30                            | KS Developres Rzeszów            | 0:3 25:27, 23:25, 23:25        | ŁKS Commercecon Łódź          | 0                             | Katarina Lazović              |
| 02.04.2021                       | 17:30                            | ŁKS Commercecon Łódź             | 0:3 20:25, 22:25, 23:25        | KS Developres Rzeszów         | 0                             | Kiera Van Ryk                 |
| 06.04.2021                       | 20:30                            | KS Developres Rzeszów            | 3:1 22:25, 25:20, 25:17, 30:28 | ŁKS Commercecon Łódź          | 0                             | Kiera Van Ryk                 |
| E.Leclerc Moya Radomka Radom (2) | E.Leclerc Moya Radomka Radom (2) | E.Leclerc Moya Radomka Radom (2) | 0 – 2                          | (3) Grupa Azoty Chemik Police | (3) Grupa Azoty Chemik Police | (3) Grupa Azoty Chemik Police |
| 28.03.2021                       | 17:30                            | E.Leclerc Moya Radomka Radom     | 0:3 23:25, 20:25, 17:25        | Grupa Azoty Chemik Police     | 0                             | Paulina Maj-Erwardt           |
| 01.04.2021                       | 17:30                            | Grupa Azoty Chemik Police        | 3:1 22:25, 25:18, 25:23, 26:24 | E.Leclerc Moya Radomka Radom  | 0                             | Natalia Mędrzyk               |

### Finał
(do 3 zwycięstw)
| Data                      | Godz.                     | Gospodarz                 | Rezultat                              | Gość                          | Widzów                        | MVP                           |
| ------------------------- | ------------------------- | ------------------------- | ------------------------------------- | ----------------------------- | ----------------------------- | ----------------------------- |
| KS Developres Rzeszów (1) | KS Developres Rzeszów (1) | KS Developres Rzeszów (1) | 1 – 3                                 | (3) Grupa Azoty Chemik Police | (3) Grupa Azoty Chemik Police | (3) Grupa Azoty Chemik Police |
| 10.04.2021                | 14:45                     | KS Developres Rzeszów     | 3:2 25:20, 29:31, 22:25, 25:22, 15:13 | Grupa Azoty Chemik Police     | 0                             | Jelena Blagojević             |
| 13.04.2021                | 17:30                     | Grupa Azoty Chemik Police | 3:2 21:25, 21:25, 25:22, 25:16, 15:13 | KS Developres Rzeszów         | 0                             | Martyna Łukasik               |
| 17.04.2021                | 17:30                     | KS Developres Rzeszów     | 2:3 21:25, 25:21, 17:25, 25:17, 13:15 | Grupa Azoty Chemik Police     | 0                             | Jovana Brakočević-Canzian     |
| 20.04.2021                | 20:30                     | Grupa Azoty Chemik Police | 3:1 25:23, 23:25, 25:22, 25:15        | KS Developres Rzeszów         | 0                             | Jovana Brakočević-Canzian     |

### Mecze o 3 miejsce
(do 3 zwycięstw)
| Data                             | Godz.                            | Gospodarz                        | Rezultat                              | Gość                         | Widzów                   | MVP                        |
| -------------------------------- | -------------------------------- | -------------------------------- | ------------------------------------- | ---------------------------- | ------------------------ | -------------------------- |
| E.Leclerc Moya Radomka Radom (2) | E.Leclerc Moya Radomka Radom (2) | E.Leclerc Moya Radomka Radom (2) | 2 – 3                                 | (4) ŁKS Commercecon Łódź     | (4) ŁKS Commercecon Łódź | (4) ŁKS Commercecon Łódź   |
| 10.04.2021                       | 17:30                            | E.Leclerc Moya Radomka Radom     | 3:0 25:22, 25:19, 25:19               | ŁKS Commercecon Łódź         | 0                        | Bruna Honório              |
| 13.04.2021                       | 20:30                            | ŁKS Commercecon Łódź             | 2:3 25:23, 25:20, 20:25, 23:25, 9:15  | E.Leclerc Moya Radomka Radom | 0                        | Bruna Honório              |
| 17.04.2021                       | 14:45                            | E.Leclerc Moya Radomka Radom     | 2:3 20:25, 25:17, 19:25, 25:19, 11:15 | ŁKS Commercecon Łódź         | 0                        | Katarzyna Zaroślińska-Król |
| 20.04.2021                       | 17:30                            | ŁKS Commercecon Łódź             | 3:0 25:23, 25:19, 25:17               | E.Leclerc Moya Radomka Radom | 0                        | Katarzyna Zaroślińska-Król |
| 24.04.2021                       | 14:45                            | E.Leclerc Moya Radomka Radom     | 0:3 21:25, 19:25, 23:25               | ŁKS Commercecon Łódź         | 0                        | Britt Bongaerts            |

### Mecze o 5 miejsce
(do 2 zwycięstw, możliwy złoty set)
| Data                       | Godz.                      | Gospodarz                  | Rezultat                       | Gość                    | Widzów                  | MVP                     |
| -------------------------- | -------------------------- | -------------------------- | ------------------------------ | ----------------------- | ----------------------- | ----------------------- |
| BKS Stal Bielsko-Biała (5) | BKS Stal Bielsko-Biała (5) | BKS Stal Bielsko-Biała (5) | 1 – 1                          | (6) Grot Budowlani Łódź | (6) Grot Budowlani Łódź | (6) Grot Budowlani Łódź |
| 29.03.2021                 | 20:30                      | Grot Budowlani Łódź        | 1:3 25:21, 23:25, 29:31, 22:25 | BKS Stal Bielsko-Biała  | 0                       | Karolina Drużkowska     |
| 01.04.2021                 | 18:00                      | BKS Stal Bielsko-Biała     | 0:3 16:25, 21:25, 21:25        | Grot Budowlani Łódź     | 0                       | Zuzanna Górecka         |
|                            |                            | BKS Stal Bielsko-Biała     | złoty set: 12:15               | Grot Budowlani Łódź     |                         |                         |

### Mecze o 7 miejsce
(do 2 zwycięstw, możliwy złoty set)
| Data                         | Godz.                        | Gospodarz                    | Rezultat                              | Gość                     | Widzów                | MVP                   |
| ---------------------------- | ---------------------------- | ---------------------------- | ------------------------------------- | ------------------------ | --------------------- | --------------------- |
| DPD Legionovia Legionowo (7) | DPD Legionovia Legionowo (7) | DPD Legionovia Legionowo (7) | 0 – 2                                 | (8) Energa MKS Kalisz    | (8) Energa MKS Kalisz | (8) Energa MKS Kalisz |
| 27.03.2021                   | 18:30                        | Energa MKS Kalisz            | 3:0 25:18, 25:13, 28:26               | DPD Legionovia Legionowo | 0                     | Justyna Łysiak        |
| 30.03.2021                   | 17:00                        | DPD Legionovia Legionowo     | 2:3 17:25, 25:22, 25:17, 15:25, 11:15 | Energa MKS Kalisz        | 0                     | Julia Szczurowska     |

### Mecze o 9 miejsce
(do 2 zwycięstw, możliwy złoty set)
| Data                                  | Godz.                                 | Gospodarz                             | Rezultat                              | Gość                              | Widzów                  | MVP                     |
| ------------------------------------- | ------------------------------------- | ------------------------------------- | ------------------------------------- | --------------------------------- | ----------------------- | ----------------------- |
| Polskie Przetwory Pałac Bydgoszcz (9) | Polskie Przetwory Pałac Bydgoszcz (9) | Polskie Przetwory Pałac Bydgoszcz (9) | 2 – 0                                 | (10) Volleyball Wrocław           | (10) Volleyball Wrocław | (10) Volleyball Wrocław |
| 19.03.2021                            | 17:30                                 | Polskie Przetwory Pałac Bydgoszcz     | 3:2 25:22, 25:20, 26:28, 16:25, 15:13 | Volleyball Wrocław                | 0                       | Alexandra Dascalu       |
| 01.04.2021                            | 15:30                                 | Volleyball Wrocław                    | 2:3 25:21, 23:25, 25:17, 15:25, 12:15 | Polskie Przetwory Pałac Bydgoszcz | 0                       | Marta Ziółkowska        |

## Klasyfikacja końcowa

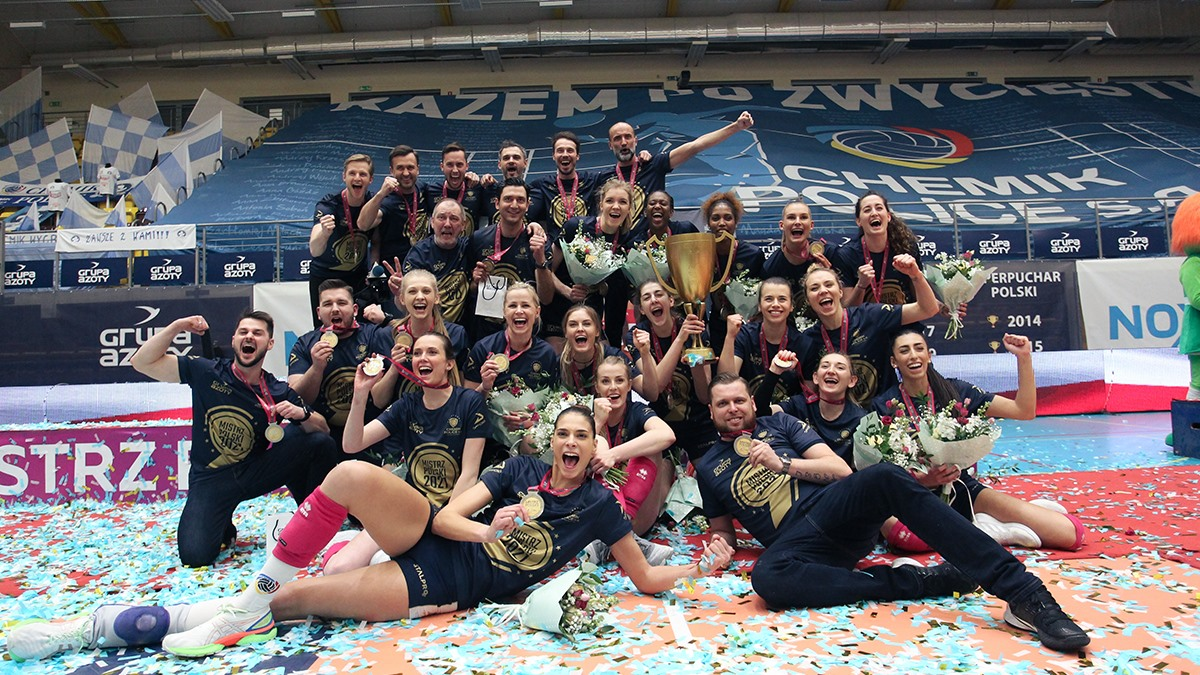
Grupa Azoty Chemik Police Mistrzem Polski w sezonie 2020/2021

| Lp. | Drużyna                      |
| --- | ---------------------------- |
| 1   | Grupa Azoty Chemik Police    |
| 2   | KS Developres Rzeszów        |
| 3   | ŁKS Commercecon Łódź         |
| 4   | E.Leclerc Moya Radomka Radom |
| 5   | Grot Budowlani Łódź          |
| 6   | BKS Stal Bielsko-Biała       |
| 7   | Energa MKS Kalisz            |
| 8   | DPD Legionovia Legionowo     |
| 9   | KS Pałac Bydgoszcz           |
| 10  | Volleyball Wrocław           |
| 11  | Joker Świecie                |
| 12  | PTPS Piła                    |

     Liga Mistrzyń
     Puchar CEV
     Puchar Challenge
     spadek do I ligi

## Najlepsze zawodniczki meczów
| Liczba MVP | Zawodnik                   |
| ---------- | -------------------------- |
| 9          | Veronica Jones-Perry       |
| 9          | Kiera Van Ryk              |
| 7          | Katarzyna Zaroślińska-Król |
| 6          | Jelena Blagojević          |
| 6          | Jovana Brakočević-Canzian  |
| 6          | Bruna Honório              |
| 5          | Janisa Johnson             |
| 5          | Olivia Różański            |
| 4          | Magdalena Janiuk           |
| 4          | Iga Wasilewska             |
| 3          | Weronika Centka            |
| 3          | Alexandra Dascalu          |
| 3          | Kinga Drabek               |
| 3          | Katarina Lazović           |
| 3          | Natalia Mędrzyk            |
| 3          | Aleksandra Rasińska        |
| 3          | Katarzyna Skorupa          |
| 3          | Shelly Stafford            |
| 2          | Britt Bongaerts            |
| 2          | Zuzanna Górecka            |
| 2          | Alicja Grabka              |
| 2          | Aleksandra Kazała          |
| 2          | Marlena Kowalewska         |
| 2          | Alexandra Lazic            |
| 2          | Martyna Łukasik            |
| 2          | Justyna Łysiak             |
| 2          | Izabella Rapacz            |
| 2          | Magdalena Saad             |
| 2          | Olga Strandzali            |
| 2          | Krystyna Strasz            |
| 2          | Julia Szczurowska          |
| 2          | Zuzanna Szperlak           |
| 2          | Kamila Witkowska           |
| 2          | Paulina Zaborowska         |
| 2          | Ewelina Żurowska           |
| 1          | Klaudia Alagierska         |
| 1          | Indy Baijens               |
| 1          | Regiane Bidias             |
| 1          | Ana Bjelica                |
| 1          | Magdalena Damaske          |
| 1          | Karolina Drużkowska        |
| 1          | Monika Fedusio             |
| 1          | Juliette Fidon-Lebleu      |
| 1          | Natalia Gajewska           |
| 1          | Monika Gałkowska           |
| 1          | Małgorzata Jasek           |
| 1          | Ann Kalandadze             |
| 1          | Agnieszka Kąkolewska       |
| 1          | Marta Krajewska            |
| 1          | Sylwia Kucharska           |
| 1          | Adrianna Kukulska          |
| 1          | Anna Lewandowska           |
| 1          | Justyna Łukasik            |
| 1          | Paulina Maj-Erwardt        |
| 1          | Paulina Majkowska          |
| 1          | Magdalena Mazurek          |
| 1          | Emilia Mucha               |
| 1          | Natalia Murek              |
| 1          | Nađa Ninković              |
| 1          | Julie Oliveira Souza       |
| 1          | Gabriela Orvošová          |
| 1          | Andressa Picussa           |
| 1          | Ewelina Polak              |
| 1          | Gabriela Polańska          |
| 1          | Jéssica Rivero             |
| 1          | Joanna Sikorska            |
| 1          | Maria Stenzel              |
| 1          | Julia Twardowska           |
| 1          | Oliwia Urban               |
| 1          | Katarzyna Wawrzyniak       |
| 1          | Agata Wawrzyńczyk          |
| 1          | Katarzyna Wenerska         |
| 1          | Agata Witkowska            |
| 1          | Aleksandra Wójcik          |
| 1          | Marta Ziółkowska           |

## Składy drużyn
| Grupa Azoty Chemik Police | Grupa Azoty Chemik Police                   | Grupa Azoty Chemik Police | Grupa Azoty Chemik Police | Grupa Azoty Chemik Police |
| Nr                        | Imię i nazwisko                             | Data ur.                  | Wzrost                    | Pozycja                   |
| ------------------------- | ------------------------------------------- | ------------------------- | ------------------------- | ------------------------- |
| 2                         | Martyna Grajber                             | 28.03.1995                | 180                       | przyjmująca               |
| 4                         | Marlena Kowalewska                          | 09.01.1992                | 176                       | rozgrywająca              |
| 5                         | Agnieszka Kąkolewska                        | 17.10.1994                | 199                       | środkowa                  |
| 6                         | Jovana Brakočević-Canzian                   | 05.03.1988                | 196                       | atakująca                 |
| 7                         | Katarzyna Połeć                             | 13.02.1989                | 191                       | środkowa                  |
| 8                         | Indy Baijens                                | 04.02.2001                | 193                       | środkowa                  |
| 9                         | Iga Wasilewska                              | 25.04.1994                | 183                       | środkowa                  |
| 10                        | Wilma Salas                                 | 09.03.1991                | 188                       | przyjmująca               |
| 11                        | Martyna Łukasik                             | 26.11.1999                | 190                       | przyjmująca/atakująca     |
| 12                        | Samara Rodrigues de Almeida (od 15.12.2020) | 16.07.1992                | 185                       | przyjmująca               |
| 12                        | Olga Strandzali (od 11.01.2021)             | 12.01.1996                | 185                       | przyjmująca               |
| 13                        | Paulina Maj-Erwardt                         | 22.03.1987                | 166                       | libero                    |
| 14                        | Natalia Mędrzyk                             | 13.02.1992                | 184                       | przyjmująca               |
| 16                        | Aleksandra Żurawska                         | 06.06.1998                | 169                       | libero                    |
| 17                        | Paulina Bałdyga                             | 24.07.1996                | 174                       | rozgrywająca              |
| 18                        | Sinead Jack (od 17.03.2021)                 | 08.11.1993                | 198                       | środkowa                  |
| 21                        | Sonia Kubacka (od 05.01.2021)               | 27.02.1996                | 181                       | środkowa                  |
| Odeszły w trakcie sezonu  |                                             |                           |                           |                           |
| 12                        | Samara Rodrigues de Almeida (do 21.12.2020) | 16.07.1992                | 185                       | przyjmująca               |
|                           | Ferhat Akbaş                                | Trener                    | Trener                    | Trener                    |
|                           | Marek Mierzwiński                           | Asystent trenera          | Asystent trenera          | Asystent trenera          |

| KS Developres Rzeszów | KS Developres Rzeszów        | KS Developres Rzeszów | KS Developres Rzeszów | KS Developres Rzeszów |
| Nr                    | Imię i nazwisko              | Data ur.              | Wzrost                | Pozycja               |
| --------------------- | ---------------------------- | --------------------- | --------------------- | --------------------- |
| 2                     | Gabriela Polańska            | 27.11.1988            | 200                   | środkowa              |
| 3                     | Kiera Van Ryk                | 06.01.1999            | 188                   | atakująca             |
| 4                     | Magdalena Grabka             | 19.05.1994            | 177                   | przyjmująca           |
| 5                     | Marta Krajewska              | 20.05.1995            | 176                   | rozgrywająca          |
| 6                     | Aleksandra Rasińska          | 06.11.1998            | 190                   | atakująca             |
| 7                     | Jelena Blagojević            | 01.12.1988            | 181                   | przyjmująca           |
| 8                     | Anna Stencel                 | 28.08.1995            | 187                   | środkowa              |
| 9                     | Anna Kaczmar                 | 26.09.1985            | 180                   | rozgrywająca          |
| 10                    | Zuzanna Efimienko-Młotkowska | 08.08.1989            | 196                   | środkowa              |
| 12                    | Alexandra Lazic              | 24.09.1994            | 186                   | przyjmująca           |
| 16                    | Juliette Fidon-Lebleu        | 28.10.1996            | 186                   | przyjmująca           |
| 17                    | Aleksandra Krzos             | 23.06.1989            | 181                   | libero                |
| 20                    | Daria Przybyła               | 30.05.1991            | 172                   | libero                |
|                       | Stéphane Antiga              | Trener                | Trener                | Trener                |
|                       | Bartłomiej Dąbrowski         | Asystent trenera      | Asystent trenera      | Asystent trenera      |

| ŁKS Commercecon Łódź | ŁKS Commercecon Łódź                                            | ŁKS Commercecon Łódź | ŁKS Commercecon Łódź | ŁKS Commercecon Łódź  |
| Nr                   | Imię i nazwisko                                                 | Data ur.             | Wzrost               | Pozycja               |
| -------------------- | --------------------------------------------------------------- | -------------------- | -------------------- | --------------------- |
| 1                    | Katarina Osadchuk                                               | 18.11.1991           | 191                  | środkowa              |
| 4                    | Joanna Pacak                                                    | 09.06.1996           | 187                  | środkowa              |
| 6                    | Aleksandra Wójcik                                               | 03.01.1994           | 185                  | przyjmująca           |
| 7                    | Katarina Lazović                                                | 12.09.1999           | 182                  | przyjmująca           |
| 8                    | Aleksandra Pasznik                                              | 26.02.1990           | 183                  | rozgrywająca          |
| 9                    | Nađa Ninković                                                   | 01.11.1991           | 191                  | środkowa              |
| 10                   | Agata Wawrzyńczyk                                               | 31.01.1992           | 173                  | przyjmująca/atakująca |
| 12                   | Britt Bongaerts                                                 | 03.11.1996           | 185                  | rozgrywająca          |
| 13                   | Krystyna Strasz                                                 | 24.07.1987           | 166                  | libero                |
| 14                   | Wiktoria Lach                                                   | 01.01.2001           | 170                  | libero                |
| 15                   | Klaudia Alagierska                                              | 02.01.1996           | 190                  | środkowa              |
| 17                   | Oliwia Laszczyk                                                 | 20.02.2002           | 178                  | przyjmująca/libero    |
| 18                   | Katarzyna Zaroślińska-Król                                      | 03.02.1987           | 187                  | atakująca             |
| 27                   | Ann Kalandadze                                                  | 10.12.1998           | 185                  | przyjmująca           |
| 33                   | Magdalena Saad                                                  | 14.05.1985           | 168                  | libero                |
|                      | Michal Mašek (od 01.12.2020) Giuseppe Cuccarini (do 01.12.2020) | Trener               | Trener               | Trener                |
|                      | Marek Solarewicz                                                | Asystent trenera     | Asystent trenera     | Asystent trenera      |

| DPD Legionovia Legionowo | DPD Legionovia Legionowo | DPD Legionovia Legionowo | DPD Legionovia Legionowo | DPD Legionovia Legionowo |
| Nr                       | Imię i nazwisko          | Data ur.                 | Wzrost                   | Pozycja                  |
| ------------------------ | ------------------------ | ------------------------ | ------------------------ | ------------------------ |
| 1                        | Maja Tokarska            | 22.02.1991               | 193                      | środkowa                 |
| 3                        | Julie Oliveira Souza     | 01.04.1995               | 194                      | atakująca                |
| 4                        | Jéssica Rivero           | 15.03.1995               | 180                      | przyjmująca              |
| 6                        | Olivia Różański          | 05.06.1997               | 184                      | przyjmująca              |
| 7                        | Daria Szczyrba           | 02.12.1998               | 180                      | przyjmująca              |
| 8                        | Žana Zdovc Sporer        | 22.03.2002               | 188                      | przyjmująca              |
| 10                       | Shelly Stafford          | 01.01.1997               | 192                      | środkowa                 |
| 11                       | Izabela Lemańczyk        | 11.12.1990               | 169                      | libero                   |
| 12                       | Diana Dąbrowska          | 12.08.2001               | 184                      | rozgrywająca             |
| 14                       | Maja Szymańska           | 15.04.2002               | 186                      | atakująca                |
| 16                       | Klaudia Kulig            | 01.05.1997               | 173                      | libero                   |
| 17                       | Paulina Majkowska        | 06.02.1995               | 185                      | środkowa                 |
| 21                       | Alicja Grabka            | 09.05.1998               | 178                      | rozgrywająca             |
| 62                       | Marta Matejko            | 21.12.1998               | 197                      | przyjmująca              |
|                          | Alessandro Chiappini     | Trener                   | Trener                   | Trener                   |
|                          | Adrian Chyliński         | Asystent trenera         | Asystent trenera         | Asystent trenera         |

| Grot Budowlani Łódź      | Grot Budowlani Łódź             | Grot Budowlani Łódź | Grot Budowlani Łódź | Grot Budowlani Łódź |
| Nr                       | Imię i nazwisko                 | Data ur.            | Wzrost              | Pozycja             |
| ------------------------ | ------------------------------- | ------------------- | ------------------- | ------------------- |
| 1                        | Maria Stenzel                   | 25.11.1998          | 168                 | libero              |
| 2                        | Julia Nowicka                   | 21.10.1998          | 175                 | rozgrywająca        |
| 4                        | Oliwia Michalak                 | 27.05.1998          | 190                 | atakująca           |
| 5                        | Małgorzata Lisiak               | 11.07.1996          | 187                 | środkowa            |
| 6                        | Anna Lewandowska                | 02.12.1995          | 187                 | środkowa            |
| 8                        | Zuzanna Górecka                 | 10.04.2000          | 181                 | przyjmująca         |
| 9                        | Weronika Centka (od 18.01.2021) | 06.09.2000          | 191                 | środkowa            |
| 12                       | Veronica Jones-Perry            | 20.01.1997          | 183                 | atakująca           |
| 14                       | Monika Fedusio                  | 06.11.1999          | 183                 | przyjmująca         |
| 15                       | Kornelia Moskwa                 | 30.10.1996          | 186                 | środkowa            |
| 16                       | Ewelina Tobiasz                 | 06.02.1994          | 177                 | rozgrywająca        |
| 20                       | Justyna Kędziora                | 29.09.2000          | 176                 | przyjmująca/libero  |
| 22                       | Oliwia Poreda (od 05.01.2021)   | 13.11.2003          | 185                 | rozgrywająca        |
| 24                       | Paulina Damaske                 | 01.06.2001          | 178                 | przyjmująca         |
| Odeszły w trakcie sezonu |                                 |                     |                     |                     |
| 15                       | Kornelia Moskwa (do 27.01.2021) | 30.10.1996          | 186                 | środkowa            |
| 16                       | Ewelina Tobiasz (do 19.12.2020) | 06.02.1994          | 177                 | rozgrywająca        |
|                          | Błażej Krzyształowicz           | Trener              | Trener              | Trener              |
|                          | Adam Czekaj                     | Asystent trenera    | Asystent trenera    | Asystent trenera    |

| Polskie Przetwory Pałac Bydgoszcz | Polskie Przetwory Pałac Bydgoszcz | Polskie Przetwory Pałac Bydgoszcz | Polskie Przetwory Pałac Bydgoszcz | Polskie Przetwory Pałac Bydgoszcz |
| Nr                                | Imię i nazwisko                   | Data ur.                          | Wzrost                            | Pozycja                           |
| --------------------------------- | --------------------------------- | --------------------------------- | --------------------------------- | --------------------------------- |
| 1                                 | Alexandra Dascalu                 | 17.04.1991                        | 184                               | atakująca                         |
| 3                                 | Monika Jagła                      | 04.01.2000                        | 175                               | libero                            |
| 4                                 | Marta Ziółkowska                  | 02.11.1995                        | 188                               | środkowa                          |
| 5                                 | Magdalena Hawryła                 | 01.01.1989                        | 190                               | środkowa                          |
| 6                                 | Julia Reszelewska                 | 29.05.2000                        | 180                               | libero                            |
| 7                                 | Magdalena Mazurek                 | 12.09.1983                        | 182                               | rozgrywająca                      |
| 8                                 | Ewelina Żurowska                  | 10.08.1992                        | 175                               | przyjmująca                       |
| 9                                 | Paulina Reiter                    | 02.02.2002                        | 193                               | atakująca                         |
| 12                                | Natalia Lijewska                  | 23.07.2001                        | 188                               | przyjmująca                       |
| 13                                | Kinga Różyńska                    | 12.07.1998                        | 189                               | środkowa                          |
| 14                                | Agata Michalewicz                 | 28.04.1998                        | 181                               | rozgrywająca                      |
| 15                                | Regiane Bidias                    | 02.10.1986                        | 190                               | przyjmująca                       |
| Odeszły w trakcie sezonu          |                                   |                                   |                                   |                                   |
| 16                                | Emilia Mucha (do 23.01.2021)      | 07.12.1993                        | 186                               | przyjmująca                       |
|                                   | Piotr Matela                      | Trener                            | Trener                            | Trener                            |
|                                   | Jakub Tęcza                       | Asystent trenera                  | Asystent trenera                  | Asystent trenera                  |

| BKS Stal Bielsko-Biała | BKS Stal Bielsko-Biała  | BKS Stal Bielsko-Biała | BKS Stal Bielsko-Biała | BKS Stal Bielsko-Biała |
| Nr                     | Imię i nazwisko         | Data ur.               | Wzrost                 | Pozycja                |
| ---------------------- | ----------------------- | ---------------------- | ---------------------- | ---------------------- |
| 1                      | Aleksandra Kazała       | 12.07.1996             | 180                    | przyjmująca            |
| 2                      | Aleksandra Szczygłowska | 22.03.1998             | 172                    | libero                 |
| 3                      | Karolina Drużkowska     | 03.06.2002             | 194                    | przyjmująca            |
| 6                      | Katarzyna Wawrzyniak    | 14.03.1990             | 177                    | rozgrywająca           |
| 8                      | Magdalena Janiuk        | 16.04.1992             | 182                    | środkowa               |
| 10                     | Andrea Kossanyiová      | 06.08.1993             | 185                    | przyjmująca            |
| 11                     | Dagmara Dąbrowska       | 24.01.1998             | 186                    | przyjmująca            |
| 13                     | Martyna Świrad          | 05.01.1998             | 182                    | środkowa               |
| 16                     | Kinga Drabek            | 10.05.1998             | 169                    | libero                 |
| 18                     | Gabriela Orvošová       | 28.01.2001             | 195                    | atakująca              |
| 20                     | Dominika Witowska       | 01.02.1995             | 183                    | środkowa               |
| 22                     | Weronika Szlagowska     | 29.11.2001             | 189                    | przyjmująca            |
| 23                     | Natalia Gajewska        | 24.05.1994             | 175                    | rozgrywająca           |
|                        | Bartłomiej Piekarczyk   | Trener                 | Trener                 | Trener                 |
|                        | Bartosz Sufa            | Asystent trenera       | Asystent trenera       | Asystent trenera       |

| Enea PTPS Piła           | Enea PTPS Piła                                              | Enea PTPS Piła   | Enea PTPS Piła | Enea PTPS Piła        |
| Nr                       | Imię i nazwisko                                             | Data ur.         | Wzrost         | Pozycja               |
| ------------------------ | ----------------------------------------------------------- | ---------------- | -------------- | --------------------- |
| 1                        | Judyta Gawlak                                               | 06.11.1990       | 185            | środkowa              |
| 2                        | Angelika Wystel                                             | 29.08.1995       | 183            | przyjmująca           |
| 3                        | Julia Rajewska                                              | 18.08.2003       | 176            | przyjmująca           |
| 6                        | Maja Pelczarska                                             | 13.07.1995       | 178            | rozgrywająca          |
| 10                       | Patrycja Gądek                                              | 15.06.1994       | 182            | przyjmująca           |
| 11                       | Gabriela Ponikowska                                         | 20.05.1993       | 185            | środkowa              |
| 16                       | Alina Bartkowska                                            | 15.11.1999       | 187            | atakująca             |
| 17                       | Anna Bodasińska                                             | 15.06.1998       | 172            | libero                |
| 19                       | Marta Janiszewska                                           | 29.07.2000       | 187            | atakująca             |
| 20                       | Anna Pawłowska                                              | 22.02.1998       | 169            | libero                |
| 23                       | Koleta Łyszkiewicz                                          | 22.01.1993       | 193            | przyjmująca/atakująca |
| Odeszły w trakcie sezonu |                                                             |                  |                |                       |
| 7                        | Natalia Skrzypkowska (do 08.12.2020)                        | 23.02.1989       | 180            | przyjmująca           |
| 13                       | Marta Wellna (do 05.12.2020)                                | 07.04.1988       | 178            | przyjmująca           |
| 21                       | Sonia Kubacka (do 05.01.2021)                               | 27.02.1996       | 181            | środkowa              |
| 22                       | Sylwia Kucharska (do 24.11.2020)                            | 08.11.1995       | 178            | rozgrywająca          |
|                          | Damian Zemło (od 04.01.2021) Adam Grabowski (do 04.01.2021) | Trener           | Trener         | Trener                |
|                          |                                                             | Asystent trenera |                |                       |

| Energa MKS Kalisz        | Energa MKS Kalisz                      | Energa MKS Kalisz | Energa MKS Kalisz | Energa MKS Kalisz |
| Nr                       | Imię i nazwisko                        | Data ur.          | Wzrost            | Pozycja           |
| ------------------------ | -------------------------------------- | ----------------- | ----------------- | ----------------- |
| 1                        | Ewelina Polak                          | 17.04.1993        | 176               | rozgrywająca      |
| 2                        | Zofia Szczotkiewicz                    | 10.07.2001        | 186               | rozgrywająca      |
| 3                        | Monika Ptak                            | 14.05.1990        | 187               | środkowa          |
| 4                        | Karolina Bednarek                      | 31.10.1988        | 190               | środkowa          |
| 5                        | Julia Szczurowska                      | 29.07.2001        | 188               | atakująca         |
| 6                        | Julia Papszun                          | 26.06.2003        | 179               | przyjmująca       |
| 7                        | Magdalena Damaske                      | 19.02.1996        | 186               | przyjmująca       |
| 8                        | Zuzanna Szperlak                       | 20.07.2000        | 177               | przyjmująca       |
| 10                       | Marta Budnik                           | 06.03.2001        | 195               | środkowa          |
| 11                       | Aleksandra Gromadowska (od 29.01.2020) | 03.02.1996        | 188               | przyjmująca       |
| 12                       | Monika Gałkowska                       | 06.04.1996        | 188               | atakująca         |
| 13                       | Emilia Mucha (od 23.01.2021)           | 07.12.1993        | 186               | przyjmująca       |
| 14                       | Ewelina Brzezińska                     | 26.01.1988        | 182               | przyjmująca       |
| 16                       | Julia Mazur                            | 17.04.2001        | 169               | libero            |
| 18                       | Justyna Łysiak                         | 20.01.1999        | 173               | libero            |
| 19                       | Patrycja Chrzan                        | 11.01.2000        | 186               | rozgrywająca      |
| 20                       | Oliwia Bałuk                           | 17.05.2000        | 176               | przyjmująca       |
| 22                       | Sylwia Kucharska (od 26.11.2020)       | 08.11.1995        | 178               | rozgrywająca      |
| Odeszły w trakcie sezonu |                                        |                   |                   |                   |
| 9                        | Weronika Centka (do 18.01.2021)        | 06.09.2000        | 191               | środkowa          |
|                          | Jacek Pasiński                         | Trener            | Trener            | Trener            |
|                          | Marcin Widera                          | Asystent trenera  | Asystent trenera  | Asystent trenera  |

| E.Leclerc Moya Radomka Radom | E.Leclerc Moya Radomka Radom                | E.Leclerc Moya Radomka Radom | E.Leclerc Moya Radomka Radom | E.Leclerc Moya Radomka Radom |
| Nr                           | Imię i nazwisko                             | Data ur.                     | Wzrost                       | Pozycja                      |
| ---------------------------- | ------------------------------------------- | ---------------------------- | ---------------------------- | ---------------------------- |
| 1                            | Ana Bjelica (od 15.03.2021)                 | 03.04.1992                   | 190                          | atakująca                    |
| 2                            | Samara Rodrigues de Almeida (od 19.01.2021) | 16.07.1992                   | 185                          | przyjmująca                  |
| 3                            | Bruna Honório                               | 03.07.1989                   | 181                          | atakująca                    |
| 4                            | Klaudia Laskowska                           | 23.01.2000                   | 188                          | środkowa                     |
| 5                            | Agata Witkowska                             | 19.08.1989                   | 170                          | libero                       |
| 8                            | Izabela Bałucka                             | 15.02.1993                   | 185                          | środkowa                     |
| 9                            | Andressa Picussa                            | 22.07.1989                   | 192                          | środkowa                     |
| 10                           | Janisa Johnson                              | 22.09.1991                   | 173                          | przyjmująca                  |
| 11                           | Justyna Łukasik                             | 27.01.1993                   | 187                          | środkowa                     |
| 12                           | Julia Twardowska                            | 04.05.1995                   | 188                          | przyjmująca                  |
| 13                           | Renata Biała                                | 22.06.1992                   | 177                          | przyjmująca                  |
| 14                           | Paulina Zaborowska                          | 07.06.2000                   | 179                          | rozgrywająca                 |
| 15                           | Kornelia Moskwa (od 28.01.2021)             | 30.10.1996                   | 186                          | środkowa                     |
| 18                           | Katarzyna Skorupa                           | 16.09.1984                   | 183                          | rozgrywająca                 |
| 19                           | Zuzanna Zielińska                           | 31.12.2003                   | 167                          | libero                       |
| Odeszły w trakcie sezonu     |                                             |                              |                              |                              |
| 7                            | Julita Molenda (do 29.01.2021)              | 17.06.1999                   | 178                          | przyjmująca                  |
| 16                           | Sandra Szczygioł (do 30.01.2021)            | 08.12.1989                   | 180                          | atakująca                    |
|                              | Riccardo Marchesi                           | Trener                       | Trener                       | Trener                       |
|                              | Daniele Panigalli                           | Asystent trenera             | Asystent trenera             | Asystent trenera             |

| Volleyball Wrocław | Volleyball Wrocław                                              | Volleyball Wrocław | Volleyball Wrocław | Volleyball Wrocław |
| Nr                 | Imię i nazwisko                                                 | Data ur.           | Wzrost             | Pozycja            |
| ------------------ | --------------------------------------------------------------- | ------------------ | ------------------ | ------------------ |
| 1                  | Marta Wellna (od 07.12.2020)                                    | 07.04.1988         | 178                | przyjmująca        |
| 3                  | Kamila Witkowska                                                | 02.12.1991         | 191                | środkowa           |
| 5                  | Aleksandra Gancarz                                              | 17.05.1994         | 187                | środkowa           |
| 6                  | Julia Pańko                                                     | 13.08.2003         | 182                | przyjmująca        |
| 7                  | Weronika Wołodko                                                | 09.10.1998         | 178                | rozgrywająca       |
| 8                  | Joanna Chorążą                                                  | 21.03.2004         | 173                | przyjmująca        |
| 9                  | Natalia Murek                                                   | 08.09.1999         | 180                | przyjmująca        |
| 10                 | Agnieszka Adamek                                                | 04.01.1996         | 166                | libero             |
| 11                 | Adrianna Szady                                                  | 18.11.1991         | 178                | rozgrywająca       |
| 14                 | Małgorzata Jasek                                                | 14.03.1995         | 191                | atakująca          |
| 15                 | Karolina Pancewicz                                              | 04.01.1999         | 172                | libero             |
| 16                 | Izabella Rapacz                                                 | 25.09.1995         | 188                | atakująca          |
| 20                 | Anna Bączyńska                                                  | 31.12.1995         | 187                | przyjmująca        |
| 22                 | Karolina Fedorek                                                | 14.04.1994         | 184                | środkowa           |
| 23                 | Paula Słonecka                                                  | 09.04.1992         | 180                | przyjmująca        |
| 24                 | Julia Kleszcz                                                   | 14.03.2004         | 180                | przyjmująca        |
|                    | Dawid Murek (od 27.12.2020) Wojciech Kurczyński (do 18.12.2020) | Trener             | Trener             | Trener             |
|                    |                                                                 | Asystent trenera   |                    |                    |

| Joker Świecie            | Joker Świecie                                                        | Joker Świecie    | Joker Świecie | Joker Świecie |
| Nr                       | Imię i nazwisko                                                      | Data ur.         | Wzrost        | Pozycja       |
| ------------------------ | -------------------------------------------------------------------- | ---------------- | ------------- | ------------- |
| 1                        | Martyna Gorzkiewicz                                                  | 11.07.2001       | 178           | rozgrywająca  |
| 2                        | Katarzyna Urbanowicz                                                 | 20.03.1996       | 181           | środkowa      |
| 3                        | Katarzyna Marcyniuk                                                  | 25.07.1995       | 181           | przyjmująca   |
| 6                        | Adrianna Kukulska                                                    | 30.04.1998       | 177           | przyjmująca   |
| 7                        | Paulina Brzoska                                                      | 27.08.1992       | 186           | środkowa      |
| 8                        | Agata Nowak                                                          | 08.07.1995       | 173           | libero        |
| 9                        | Joanna Sikorska                                                      | 25.12.1990       | 180           | atakująca     |
| 10                       | Katarzyna Wenerska                                                   | 09.03.1993       | 180           | rozgrywająca  |
| 14                       | Pola Nowacka                                                         | 04.05.1996       | 178           | przyjmująca   |
| 15                       | Natalia Skrzypkowska (od 08.12.2020)                                 | 23.02.1989       | 180           | przyjmująca   |
| 18                       | Wiktoria Kowalska                                                    | 18.04.1999       | 183           | atakująca     |
| 19                       | Adrianna Muszyńska                                                   | 22.03.1998       | 189           | przyjmująca   |
| 21                       | Oliwia Urban                                                         | 21.11.1996       | 183           | przyjmująca   |
| 95                       | Magdalena Jurczyk                                                    | 25.10.1995       | 185           | środkowa      |
| Odeszły w trakcie sezonu |                                                                      |                  |               |               |
| 11                       | Aleksandra Muszyńska (do 29.01.2021)                                 | 22.03.1998       | 189           | środkowa      |
|                          | Wojciech Kurczyński (od 27.12.2020) Marcin Wojtowicz (do 22.12.2020) | Trener           | Trener        | Trener        |
|                          |                                                                      | Asystent trenera |               |               |

## Transfery
| Grupa Azoty Chemik Police | Grupa Azoty Chemik Police |
| Przychodzą | Odchodzą |
| --- | --- |
| - Jovana Brakočević-Canzian (Igor Gorgonzola Novara) - Indy Baijens (ASPTT Miluza) - Agnieszka Kąkolewska (Savino Del Bene Scandicci) - Paulina Bałdyga (Grot Budowlani Łódź) - Aleksandra Żurawska (Joker Świecie) | - Gyselle Silva (urlop macierzyński) - Iryna Truszkina (CSM Târgoviște) - Agnieszka Bednarek-Kasza (zakończenie kariery) - Ewelina Polak (Energa MKS Kalisz) - Pola Nowakowska (KS Energetyk Poznań) |
| w trakcie sezonu | |
| - Sinead Jack (İlbank Ankara) - Olga Strandzali (Bosca San Bernardo Cuneo) - Samara Rodrigues de Almeida (Grêmio Barueri) - Sonia Kubacka (Enea PTPS Piła)                                                          | - Samara Rodrigues de Almeida (szuka klubu) |

| KS DevelopRes Rzeszów | KS DevelopRes Rzeszów |
| Przychodzą | Odchodzą |
| --- | --- |
| - Juliette Fidon-Lebleu (DPD Legionovia Legionowo) - Alexandra Lazic (Allianz MTV Stuttgart) - Kiera Van Ryk (Zanetti Bergamo) - Anna Stencel (Bank Pocztowy Pałac Bydgoszcz) - Aleksandra Rasińska (Volleyball Wrocław) - Marta Krajewska (BKS Stal Bielsko-Biała) | - Alexandra Frantti (Reale Mutua Fenera Chieri) - Michaela Mlejnková (Allianz MTV Stuttgart) - Natalia Valentin-Anderson (Zanetti Bergamo) - Katarzyna Zaroślińska-Król (ŁKS Commercecon Łódź) - Kamila Witkowska (Volleyball Wrocław) - Tamara Gałucha (szuka klubu) - Magdalena Hawryła (Bank Pocztowy Pałac Bydgoszcz) |

| ŁKS Commercecon Łódź | ŁKS Commercecon Łódź |
| Przychodzą | Odchodzą |
| --- | --- |
| - Britt Bongaerts (SSC Palmberg Schwerin) - Nađa Ninković (CS Volei Alba-Blaj) - Katarina Osadchuk (WTS Solna Wieliczka) - Ann Kalandadze (AO Markopoulo) - Katarzyna Zaroślińska-Król (KS DevelopRes Rzeszów) - Magdalena Saad (Enea PTPS Piła) - Agata Wawrzyńczyk (powrót z urlopu macierzyńskiego) - Aleksandra Pasznik (WTS Solna Wieliczka) | - Valeria Caracuta (Pallavolo Aragona) - Eva Mori (İlbank Ankara) - Izabela Kowalińska (zakończenie kariery) - Monika Gałkowska (Bociek) (Energa MKS Kalisz) - Anna Korabiec (szuka klubu) - Daria Szczyrba (DPD Legionovia Legionowo) - Natalia Skrzypkowska (Enea PTPS Piła) - Ewa Kwiatkowska (Libero VIP Gwarant Aleksandrów Łódzki) - Klaudia Gajewska (szuka klubu) |
| w trakcie sezonu | |
| - Michal Mašek (I trener) (PAOK Saloniki) | - Giuseppe Cuccarini (I trener) (szuka klubu) |

| DPD Legionovia Legionowo | DPD Legionovia Legionowo |
| Przychodzą | Odchodzą |
| --- | --- |
| - Jéssica Rivero (Banca Valsabbina Millenium Brescia) - Shelly Stafford (Indias de Mayagüez) - Olivia Różański (BKS Stal Bielsko-Biała) - Klaudia Kulig (Energa MKS Kalisz) - Daria Szczyrba (ŁKS Commercecon Łódź) - Paulina Majkowska (Joker Mekro Energoremont Świecie) - Diana Dąbrowska (LTS Legionovia Legionowo (juniorki)) - Maja Szymańska (LTS Legionovia Legionowo (juniorki)) | - Olga Strandzali (Bosca San Bernardo Cuneo) - Juliette Fidon-Lebleu (KS DevelopRes Rzeszów) - Magdalena Damaske (Energa MKS Kalisz) - Alicja Wójcik (szuka klubu) - Justyna Łukasik (E.Leclerc Moya Radomka Radom) - Agnieszka Adamek (Volleyball Wrocław) - Magdalena Karpińska (Tchalou Volley) |

| Grot Budowlani Łódź | Grot Budowlani Łódź |
| Przychodzą | Odchodzą |
| --- | --- |
| - Veronica Jones-Perry (E.Leclerc Moya Radomka Radom) - Zuzanna Górecka (Igor Gorgonzola Novara) - Monika Fedusio (Bank Pocztowy Pałac Bydgoszcz) - Kornelia Moskwa (BKS Stal Bielsko-Biała) - Ewelina Tobiasz (Enea Energetyk Poznań) - Justyna Kędziora (Grupy Azoty PWSZ Jedynka Tarnów) - Oliwia Michalak (AZS Politechnika Śląska Gliwice) - Paulina Damaske (SMS PZPS Szczyrk) | - Jaroslava Pencová (VK Brusno) - Anastasija Krajduba (Prometej Kamieńskie) - Gabriela Maciągowski (Raiffeisen Volley Toggenburg) - Kaiyi Ren (Beijing BAIC Motors) - Julia Twardowska (E.Leclerc Moya Radomka Radom) - Anna Bączyńska (Volleyball Wrocław) - Agata Babicz (szuka klubu) - Paulina Bałdyga (Grupa Azoty Chemik Police) - Karolina Garstka (Flagler College) |
| w trakcie sezonu | |
| - Weronika Centka (Energa MKS Kalisz) - Oliwia Poreda (MKS Kalisz (juniorki)) | - Kornelia Moskwa (E.Leclerc Moya Radomka Radom) - Ewelina Tobiasz (urlop macierzyński) |

| Bank Pocztowy Pałac Bydgoszcz | Bank Pocztowy Pałac Bydgoszcz |
| Przychodzą | Odchodzą |
| --- | --- |
| - Regiane Bidias (Bartoccini Fortinfissi Perugia) - Alexandra Dascalu (Saint Cloud Paris Stade Français) - Emilia Mucha (E.Leclerc Moya Radomka Radom) - Magdalena Hawryła (KS DevelopRes Rzeszów) - Agata Michalewicz (Stal Mielec) | - Tereza Vanžurová (VBC Èpiù Casalmaggiore) - Izabella Rapacz (Volleyball Wrocław) - Anna Stencel (KS DevelopRes Rzeszów) - Monika Fedusio (Grot Budowlani Łódź) - Patrycja Balmas (urlop macierzyński) - Marta Biedziak (FC Argeș Pitești) |
| w trakcie sezonu | |
| | - Emilia Mucha (Energa MKS Kalisz) |

| BKS Stal Bielsko-Biała | BKS Stal Bielsko-Biała |
| Przychodzą | Odchodzą |
| --- | --- |
| - Bartosz Sufa (II trener) - Gabriela Orvošová (SK UP Ołomuniec) - Aleksandra Kazała (Enea PTPS Piła) - Natalia Gajewska (Volleyball Wrocław) - Katarzyna Wawrzyniak (Energa MKS Kalisz) - Aleksandra Szczygłowska (UNI Opole) - Magdalena Janiuk (UNI Opole) - Dominika Witowska (UNI Opole) - Weronika Szlagowska (SMS PZPS Szczyrk) - Karolina Drużkowska (SMS PZPS Szczyrk) | - Łukasz Sasnal (II trener) (szuka klubu) - Alicia Ogoms (szuka klubu) - Carly DeHoog (RC Cannes) - Nicole Edelman (Vandœuvre Nancy VB) - Olivia Różański (DPD Legionovia Legionowo) - Kornelia Moskwa (Grot Budowlani Łódź) - Ewelina Janicka (szuka klubu) - Marta Wellna (Enea PTPS Piła) - Adriana Adamek (UNI Opole) - Magdalena Kowalczyk (zakończenie kariery) - Marta Krajewska (KS DevelopRes Rzeszów) |

| Enea PTPS Piła | Enea PTPS Piła |
| Przychodzą | Odchodzą |
| --- | --- |
| - Adam Grabowski (I trener) (E.Leclerc Moya Radomka Radom) - Anna Bodasińska (E.Leclerc Moya Radomka Radom) - Koleta Łyszkiewicz (MKS SAN-Pajda Jarosław) - Natalia Skrzypkowska (ŁKS Commercecon Łódź) - Marta Wellna (BKS Stal Bielsko-Biała) - Maja Pelczarska (Karpaty AZS PWSZ MOSiR Krosno Glass) - Sonia Kubacka (E.Leclerc Moya Radomka Radom) - Alina Bartkowska (MKS SAN-Pajda Jarosław) - Angelika Wystel (AZS Politechnika Śląska Gliwice) - Patrycja Gądek (Tchalou Volley) | - Mirosław Zawieracz (I trener) - Magdalena Saad (ŁKS Commercecon Łódź) - Aleksandra Kazała (BKS Stal Bielsko-Biała) - Paula Słonecka (Volleyball Wrocław) - Żaneta Baran (szuka klubu) - Karolina Bednarek (Energa MKS Kalisz) - Oliwia Urban (Joker Świecie) - Emilia Szubert (szuka klubu) - Daria Dąbrowska (MKS SAN-Pajda Jarosław) |
| w trakcie sezonu | |
| | - Adam Grabowski (I trener) (SPS Stal Mielec) - Marta Wellna (Volleyball Wrocław) - Natalia Skrzypkowska (Joker Świecie) - Sylwia Kucharska (Energa MKS Kalisz) - Sonia Kubacka (Grupa Azoty Chemik Police) |

| Energa MKS Kalisz | Energa MKS Kalisz |
| Przychodzą | Odchodzą |
| --- | --- |
| - Ewelina Polak (Grupa Azoty Chemik Police) - Monika Gałkowska (Bociek) (ŁKS Commercecon Łódź) - Magdalena Damaske (DPD Legionovia Legionowo) - Karolina Bednarek (Enea PTPS Piła) - Oliwia Bałuk (E.Leclerc Moya Radomka Radom) - Patrycja Chrzan (AZS Politechnika Śląska Gliwice) - Julia Mazur (Energa MKS SMS Kalisz) - Zofia Szczotkiewicz (Energa MKS SMS Kalisz) - Julia Papszun (Energa MKS SMS Kalisz) | - Jovana Vesović (szuka klubu) - Ljubica Kecman (UB Volley) - Adela Helić (1. MCM-Diamant KE) - Hillary Hurley (Sari Żory) - Anna Miros (zakończenie kariery) - Klaudia Kulig (DPD Legionovia Legionowo) - Ewelina Brzezińska (VBC Glaronia) - Małgorzata Jasek (Volleyball Wrocław) - Katarzyna Wawrzyniak (BKS Stal Bielsko-Biała) - Adrianna Szady (Budzoń) (Volleyball Wrocław) |
| w trakcie sezonu | |
| - Emilia Mucha (Bank Pocztowy Pałac Bydgoszcz) - Sylwia Kucharska (Enea PTPS Piła) - Aleksandra Gromadowska (siatkówka plażowa) | - Weronika Centka (Grot Budowlani Łódź) |

| E.Leclerc Moya Radomka Radom | E.Leclerc Moya Radomka Radom |
| Przychodzą | Odchodzą |
| --- | --- |
| - Riccardo Marchesi (I trener) (RC Cannes) - Bruna Honório (Itambé/Minas) - Andressa Picussa (Sesi/Vôlei Bauru) - Janisa Johnson (Béziers Volley) - Katarzyna Skorupa (Saugella Monza) - Julia Twardowska (Grot Budowlani Łódź) - Justyna Łukasik (DPD Legionovia Legionowo) - Sandra Szczygioł (UNI Opole) - Julita Molenda (Grupa Azoty PWSZ Tarnów) | - Adam Grabowski (I trener) (Enea PTPS Piła) - Veronica Jones-Perry (Grot Budowlani Łódź) - Marharyta Azizowa (Minczanka Mińsk) - Julieta Constanza Lazcano (Fluminense FC) - Anna Bodasińska (Enea PTPS Piła) - Katarzyna Olczyk (szuka klubu) - Paulina Szpak (szuka klubu) - Majka Szczepańska-Pogoda (przerwa w karierze) - Sonia Kubacka (Enea PTPS Piła) - Oliwia Bałuk (Energa MKS Kalisz) |
| w trakcie sezonu | |
| - Ana Bjelica (Železničar Lajkovac) - Samara Rodrigues de Almeida (Chemik Police) - Kornelia Moskwa (Grot Budowlani Łódź) | - Sandra Szczygioł (szuka klubu) - Julita Molenda (Stal Mielec) |

| Volleyball Wrocław | Volleyball Wrocław |
| Przychodzą | Odchodzą |
| --- | --- |
| - Dawid Murek (II trener) - Kamila Witkowska (KS DevelopRes Rzeszów) - Anna Bączyńska (Grot Budowlani Łódź) - Paula Słonecka (Enea PTPS Piła) - Małgorzata Jasek (Energa MKS Kalisz) - Adrianna Szady (Budzoń) (Energa MKS Kalisz) - Agnieszka Adamek (DPD Legionovia Legionowo) - Weronika Wołodko (UNI Opole) - Izabella Rapacz (Bank Pocztowy Pałac Bydgoszcz) | - Kinga Kasprzak (CS Știința Bacău) - Aleksandra Rasińska (KS DevelopRes Rzeszów) - Natalia Gajewska (BKS Stal Bielsko-Biała) - Magdalena Dzikowicz (CS Știința Bacău) - Anna Łozowska (szuka klubu) - Roksana Wers (szuka klubu) - Kinga Hatala (Thetis Voula) - Magdalena Soter (szuka klubu) - Dominika Mras (SPS Stal Mielec) - Klaudia Felak (Stal Mielec) - Roksana Irzemska (szuka klubu) - Łucja Kuriata (WTS Solna Wieliczka) |
| w trakcie sezonu | |
| - Marta Wellna (Enea PTPS Piła) | - Wojciech Kurczyński (I trener) (Joker Świecie) |

| Joker Świecie | Joker Świecie |
| Przychodzą | Odchodzą |
| --- | --- |
| - Oliwia Urban (Enea PTPS Piła) - Joanna Sikorska (KS Energetyk Poznań) - Adrianna Muszyńska (KS Energetyk Poznań) - Aleksandra Muszyńska (KS Energetyk Poznań) - Magdalena Jurczyk (KS Energetyk Poznań) - Agata Nowak (KS Energetyk Poznań) - Katarzyna Marcyniuk (Wisła Warszawa) - Katarzyna Urbanowicz (Wisła Warszawa) - Martyna Gorzkiewicz (Stal Mielec) | - Weronika Fojucik (KS Energetyk Poznań) - Aleksandra Żurawska (Grupa Azoty Chemik Police) - Paulina Majkowska (DPD Legionovia Legionowo) - Oriana Miechowicz (KS Energetyk Poznań) - Gabriela Borawska (UNI Opole) - Agata Trybuła (szuka klubu) - Adrianna Lewandowska (szuka klubu) - Patrycja Tomczyk (szuka klubu) |
| w trakcie sezonu | |
| - Wojciech Kurczyński (I trener) (Volleyball Wrocław) - Natalia Skrzypkowska (Enea PTPS Piła) | - Aleksandra Muszyńska (UNI Opole) |